# Toulouse während des Zweiten Weltkriegs
Toulouse während des Zweiten Weltkriegs beschreibt die Entwicklung der Stadt von kurz vor dem Beginn des Zweiten Weltkriegs, als Toulouse in der Folge des Spanischen Bürgerkriegs zur Hauptstadt des spanischen Exils wurde, sowie die Jahre unter dem Vichy-Regime und unter der deutschen Besatzung, in denen sich Toulouse zu einem der wichtigsten Zentren der Résistance entwickelte.

## Toulouse – Hauptstadt des spanischen Exils
Dem Reiseführer Le Petit Tou zufolge gleicht die Beziehung zwischen Spanien und Toulouse einer alten „Liebesgeschichte, die bereits während des Ersten Weltkriegs begann, als viele Spanier kamen, um den Platz der französischen Bauern einzunehmen, die in den Krieg gezogen waren“. Diese Geschichte habe sich in der Retirada fortgesetzt, die Zehntausende Flüchtlinge aus dem Spanischen Bürgerkrieg nach Toulouse führte und die Stadt „zur Hauptstadt der spanischen Exilanten“ gemacht habe. Nach dem Ende des Spanischen Bürgerkriegs seien mehr als 450.000 Flüchtlinge über die Grenze nach Frankreich gekommen; nach dem Zweiten Weltkrieg blieben etwa 170.000 übrig, davon 20.000 in Toulouse, was in etwa 10 % der damaligen Stadtbevölkerung entsprach.
Die angebliche Liebesgeschichte hat jedoch auch ihre dunklen Seiten. Die spanischen Flüchtlinge, die zu Beginn des Jahres 1939 in den Süden Frankreichs flohen, landeten zunächst einmal in den Internierungslagern Argelès-sur-Mer, Saint-Cyprien und Le Barcarès, die aus nicht mehr bestanden, als aus einem mit Stacheldraht umzäunten Gelände. Wegen der dort herrschenden unmenschlichen Bedingungen wurden Die Geflüchteten in den nächsten Wochen und Monaten in andere Lager in Frankreich verlegt. Im Zuge dessen entstand im Raum Toulouse zwischen 1940 und 1944 das dichteste Netz von Internierungslagern im Süden Frankreichs, und so „könnte Toulouse nach 1941 durchaus als die Hauptstadt der Internierung im Vichy-Frankreich angesehen werden. Das Internierungssystem war dem Pétain-Regime inhärent und die Stellung der Region Toulouse war darin zentral.“
Es gibt keine Belege dafür, dass das Lagersystem um Toulouse auch eine direkte Entsprechung in Toulouse fand. Es klingt aber sehr beschönigend, wenn es in einem Artikel aus dem Jahr 2019 heißt:

« Les internés quittent les camps pour être enrôlés comme force de travail. Entre septembre de cette année-là et mai 1940, Toulouse devient un centre majeur d’embauche pour les réfugiés espagnols. Ils sont affectés à la Cartoucherie, à la Société nationale de construction aéronautique du Midi ou encore à la Poudrerie nationale de Toulouse. Quelques mois plus tard, la main-d’œuvre agricole est puisée dans les camps. Certains parviennent à obtenir le regroupement familial par ce biais. »

„Die Internierten verlassen die Lager, um als Arbeitskräfte angeworben zu werden. Zwischen September 1940 und Mai 1940 wurde Toulouse zu einem wichtigen Zentrum für die Anwerbung spanischer Flüchtlinge. Sie wurden in der Cartoucherie, der Société nationale de construction aéronautique du Midi oder auch der Poudrerie nationale de Toulouse eingesetzt. Einige Monate später wurden auch landwirtschaftliche Arbeitskräfte aus den Lagern rekrutiert. Einigen gelingt es, auf diesem Weg die Familienzusammenführung zu erreichen.“

Der hier nicht erwähnte Hintergrund war, dass bereits in der Dritten Französische Republik Druck auf die spanischen Flüchtlinge und auf andere in Frankreich lebende Emigranten ausgeübt wurde, Gegenleistungen für das gewährte Asyl zu erbringen. Das Vichy-Regime übernahm diese Praxis und requirierte zum Beispiel im Internierungslager Septfonds konzentrierte spanische Facharbeiter für die in Toulouse ansässige Kriegs- und Luftfahrtindustrie.
Mit dem Vormarsch der deutschen Wehrmacht während des Westfeldzugs verschärfte sich die Situation. Zu den spanischen Flüchtlingen gesellten sich im Frühjahr 1940 belgische Flüchtlinge und Franzosen aus dem Norden Frankreichs, die alle im Süden Schutz vor den vorrückenden Deutschen suchten.

« A Toulouse, ils sont plus de 200.000 qu'il faut aider et soutenir. Les structures mises en place sont débordées. A l'effondrement social et militaire succède l'effondrement politique. »

„In Toulouse sind es mehr als 200 000 Menschen, denen geholfen und die unterstützt werden müssen. Die eingerichteten Strukturen sind überfordert. Auf den sozialen und militärischen Zusammenbruch folgt der politische Zusammenbruch.“

Die Behörden reagieren mit Repressalien gegen die Flüchtlinge; Ausländer, die keine Erlaubnis hatten, sich in Toulouse und in der Region niederzulassen, wurden nach dem 3. Juli 1940 „administrativ festgehalten“, das heißt, sie wurden ohne richterliches Urteil alleine aufgrund einer Verwaltungsverfügung auf dem Gelände des Toulouse Olympic Etudiants Club (TOEC) interniert.:S. 489 Nach Annie Charnay waren von diesen Maßnahmen vor allem belgische Flüchtlinge betroffen, die außer im TOEC auch noch im Stade Toulousain festgehalten und in einem Sortierzentrum (centre de triage) in einer Veterinärschule in der Nähe des Bahnhofs Matabiau nach verschiedenen Kriterien klassifiziert wurden.:S. 489 Offenbar im Vorgriff auf einen geplanten Einsatz gegen die Deutschen standen sie unter militärischer Kontrolle.

« En juin un contingent  de jeunes Belges de 16 à 20 ans, géré par l'autorité militaire belge, est cantonné dans des bâtiments publics des faubourgs de Toulouse :  écoles, stades, salles des fêtes. Les jeunes gens sont rassemblés en compagnies de 250 hommes servant de réserve de recrutement. A partir du 9 juin, le parc municipal des sports leur est entièrement réservé. »

„Im Juni [1940] wird ein Kontingent junger Belgier im Alter von 16 bis 20 Jahren, das von der belgischen Militärbehörde verwaltet wird, in öffentlichen Gebäuden in den Vororten von Toulouse einquartiert: in Schulen, Stadien, Festsälen. Die jungen Männer werden in Kompanien zu 250 Mann zusammengefasst, die als Rekrutierungsreserve dienen. Ab dem 9. Juni war der städtische Sportpark vollständig für sie reserviert.“

Nach dem Waffenstillstand von Compiègne (1940) wurde im Juli 1940 auch diese „Rekrutierungsreserve“ demobilisiert; viele von ihnen erwartete die Zwangsrekrutierung in den Fremdarbeiterkompagnien.:S. 489

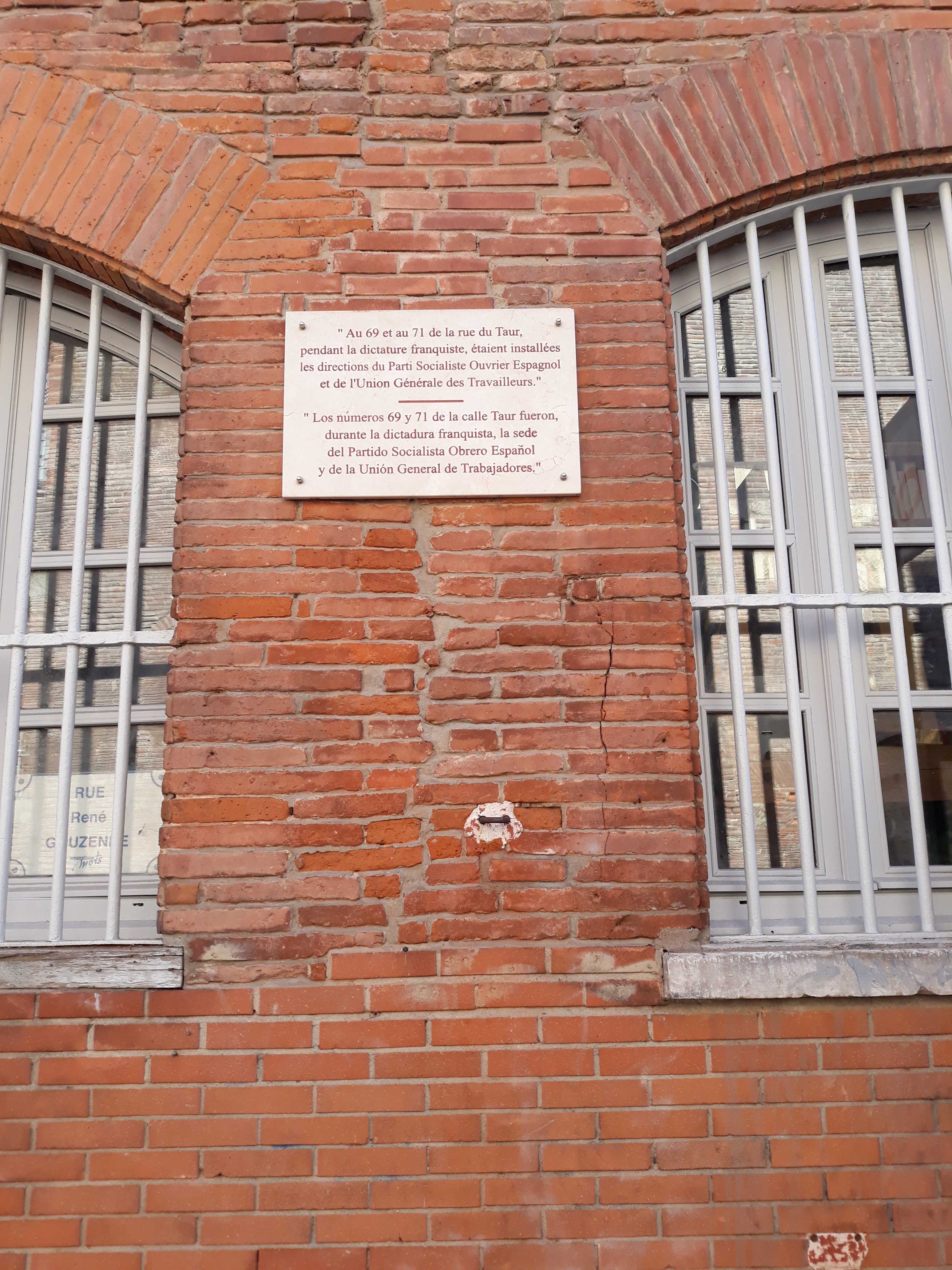
Gedenktafel für den Exilsitz der PSOE und der UGT in der Rue du Taur 69–71 in Toulouse

1939 machte die unter Franco verbotene Partido Socialista Obrero Español (PSOE, Spanische Sozialistische Arbeiterpartei), die während des Spanischen Bürgerkriegs die Ministerpräsidenten der spanischen Republik stellte, Touluse zur Exilzentrale der Partei. Zusammen mit der in Spanien bis 1977 ebenfalls verbotenen Gewerkschaft Unión General de Trabajadores (UGT) hatten sie ihr Quartier in der Rue du Taur 69–71. (Lage)

## Zentrum des Widerstandes
Für Michel Goubet spielt die geografische Lage von Toulouse eine wichtige Rolle für die Entwicklung der Stadt zu einem Zentrum des Widerstandes. Für die spanischen Bürgerkriegsflüchtlinge war es die Nähe zu Spanien, die sie anzog. Für andere, deutsche, österreichische oder belgische Emigranten, war es dagegen die relative Ferne zu der von den Nazis okkupierten Zone, die Toulouse als Zufluchtsort interessant machte – aber gerade auch die Nähe zu Spanien, das für die vielen nicht-spanischen Flüchtlinge zu einem wichtigen Transitland wurde.:S. 71

### Der Widerstand aus den Kreisen der politischen Flüchtlinge
Die Anwesenheit der politischen Flüchtlinge war von großer Bedeutung für die Entstehung des Widerstands in und um Toulouse.:S. 72

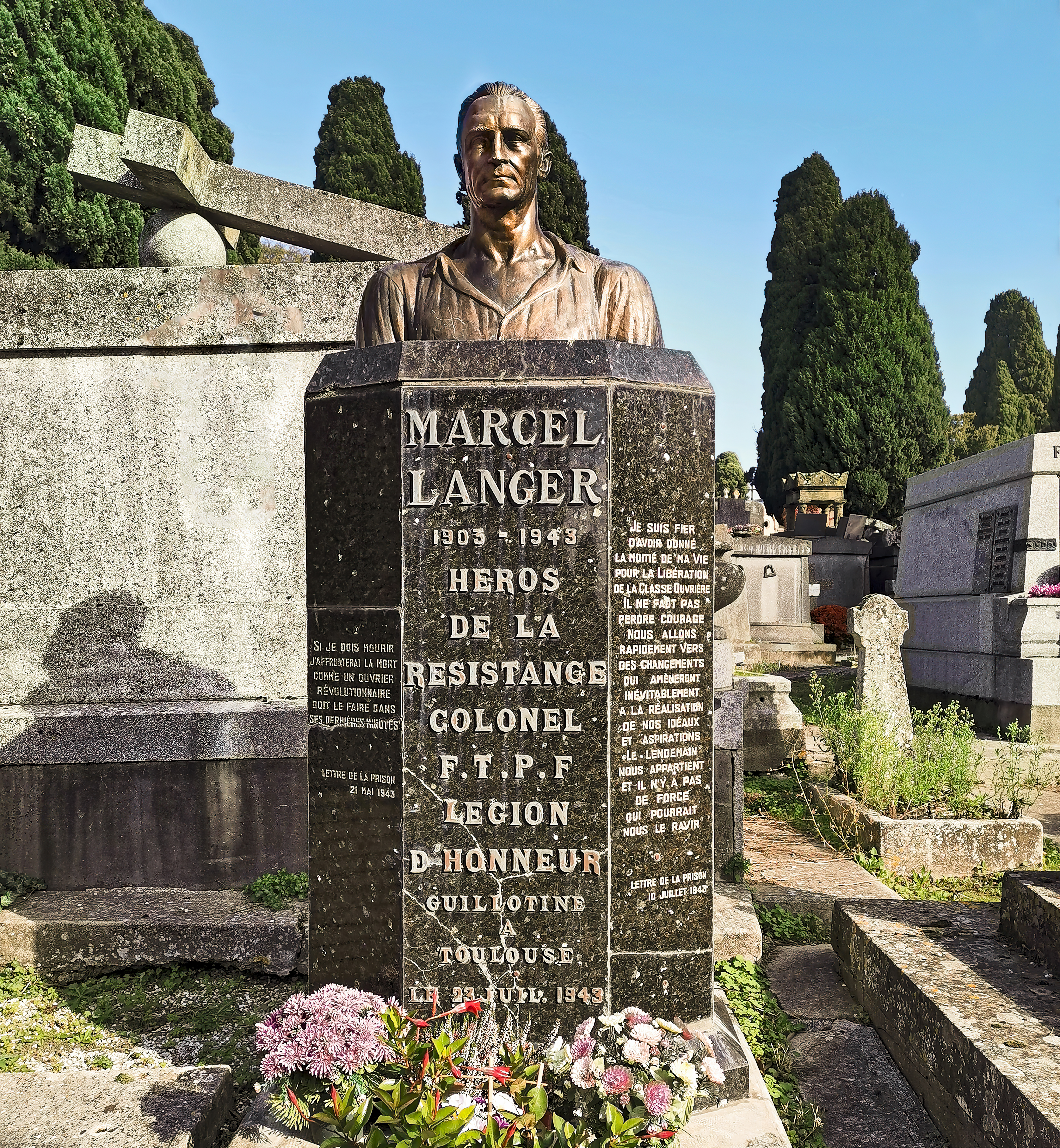
Monument für Marcel Langer auf dem Terre-Cabade-Friedhof in Toulouse.

„Sie leisteten einen wichtigen Beitrag zur Résistance und Befreiung, nicht nur in der Propaganda […], sondern vor allem in den Kampfgruppen. Symbol war die 35. Brigade der FTP-MOI, die von dem polnischen Juden und Kommunisten Mendel „Marcel“ Langer geführt wurde und aus jungen Ungarn, Italienern, Deutschen, Rumänen bestand.“

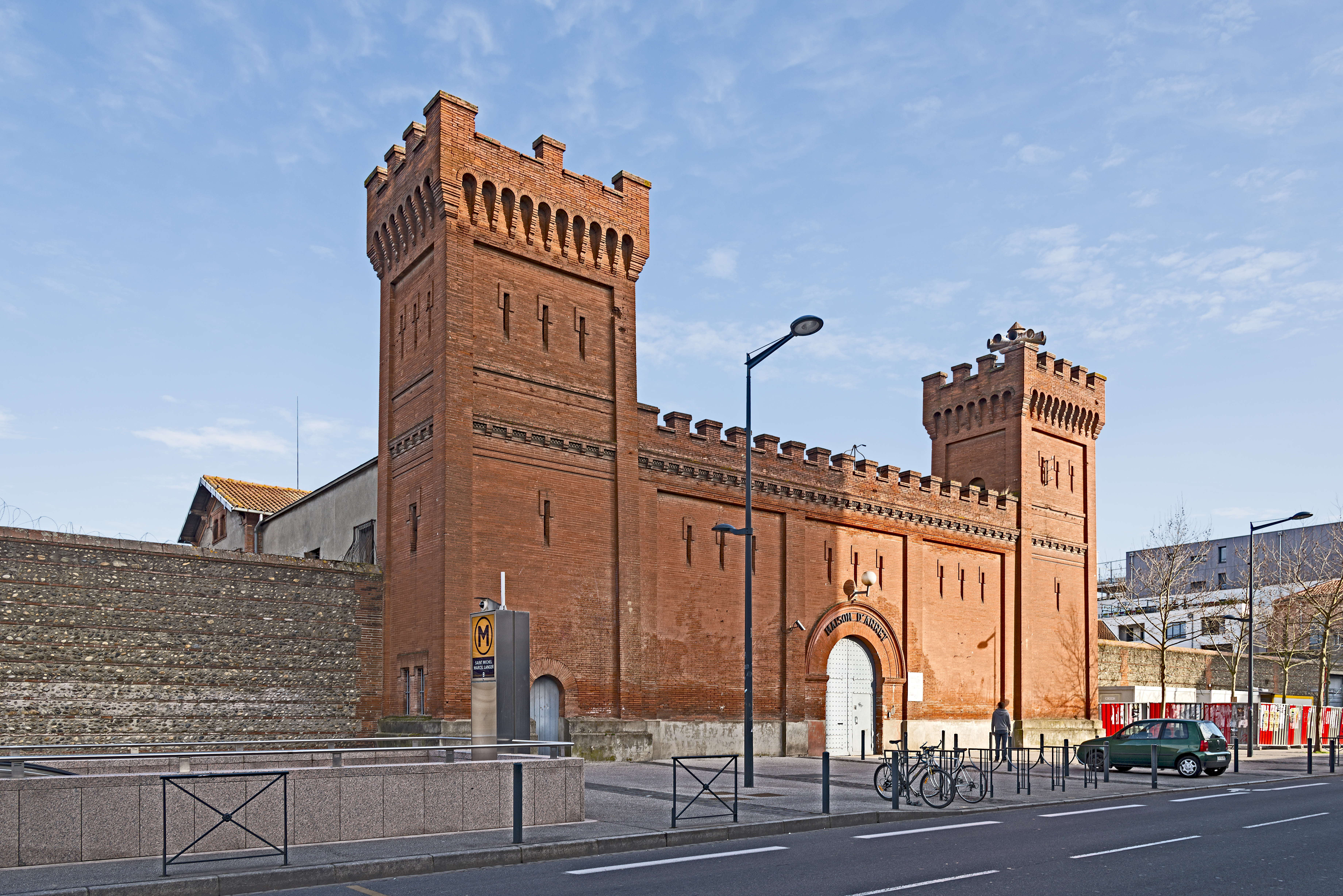
Eingang zum Gefängnis Saint-Michel, Haft- und Hinrichtungsort für viele Widerstandskämpfer während der deutschen Besatzungszeit. Aufnahme von 2015.

Die MOI – Main-d’œuvre immigrée – leistete in ganz Frankreich bewaffneten Widerstand und zählte zu den aktivsten Gruppen der Résistance. Im März 1944 verübten drei Mitglieder der FTP-Moi ein Attentat auf das Kino Les Variétés in Toulouse, in dem gerade der antisemitische Propagandafilm Jud Süß gezeigt wurde. Der Anschlag kostete sie das Leben.

### Logistisches Rückgrat des Widerstands: die Gebrüder Lion
Der Widerstand in Toulouse entwickelte sich ab Herbst 1940 aus Diskussionszirkeln heraus, die erste illegale Flugblätter und Zeitungen herstellten und verteilten. Eine Gedenktafel an einem Haus in der Rue Alsace-Lorraine 13 (Lage) benennt gar den 5. Oktober 1940 als Beginn des Widerstands in der Stadt.

« Le 5 novembre 1940, un lâcher de tracts appelant à la lutte contre le régime de Vichy a eu lieu du toit de cet immeuble, lors de la visite du maréchal Pétain à Toulouse et son passage à ce carrefour.
Cette action a été féalisée par des membres toulousains, des jeunesses Communistes: Angèle Del Rio, Yves Bettini, Marcel Clouet, Robert Caussat, Jean Bertrand et André Delacourte.
Cet acte marque le début de la Résistance à Toulouse. »

„Am 5. November 1940 wurden vom Dach dieses Gebäudes Flugblätter abgeworfen, die zum Kampf gegen das Vichy-Regime aufriefen, als Marschall Pétain Toulouse besuchte und an dieser Kreuzung vorbeikam.
Die Aktion wurde von Mitgliedern der Kommunistischen Jugend in Toulouse durchgeführt: Angèle Del Rio, Yves Bettini, Marcel Clouet, Robert Caussat, Jean Bertrand und André Delacourte.
Dieser Akt markiert den Beginn der Résistance in Toulouse.“

Wer in diesem Fall die Flugblätter hergestellt hat, ist nicht überliefert; doch seit 1941 wurden Flugblätter und andere illegale Propagandamaterialien in der Druckerei von Henri Lion in der Rue Croix-Baragnon 23 – damals Rue Saint-Etienne hergestellt. Diese Druckerei war ein wichtiger Dreh- und Angelpunkt der Widerstandsaktivitäten in der Region und stellte zahlreiche Dokumente für illegale Einwanderer her sowie mehrere unter dem Vichy-Regime verbotene Zeitungen. Am 4. Februar 1944 stürmte die Gestapo die Druckerei und verhaftete die Geschäftsleitung und das Personal, darunter auch wichtige Führer des lokalen Widerstands. Parallel dazu flog auch die Druckerei von Henri Lions Bruder Raoul auf. Die Verhafteten wurden im Gefängnis Saint-Michel interniert und dann ins Transit- und Internierungslager Royallieu bei Compiègne verlegt. Von hier aus erfolgte ihre Deportation in deutsche Konzentrationslager. Im Herbst 1944 wurde Henri Lion in der Tötungsanstalt Hartheim vergast, sein Bruder Raoul starb im KZ Ebensee.

### Die Armée Juive (Jüdische Armee)
Im August 1940 konstituierte sich in Toulouse eine jüdische Widerstandsgruppe, die sich zunächst La Main forte (Die starke Hand) nannte. Aus ihr ging Anfang 1942 die Armée Juive (AJ) hervor, die sich am bewaffneten Widerstand gegen das Vichy-Regime und die deutschen Besatzer beteiligte. Nachdem die AJ sich anfangs mehr auf die Unterstützung und Rettung jüdischer Menschen konzentriert hatte, wurde sie im Frühjahr 1944 im Verbund mit anderen bewaffneten jüdischen Widerstandsgruppen von der FFI offiziell als Teil des französischen Widerstands anerkannt.

### Das Réseau Bertaux und die Bewegung Libérer et Fédérer
Im Frühjahr 1941 entstand die erste fest organisierte Widerstandsgruppe in Toulouse. Ihr Gründer war der Germanist Pierre Bertaux. Das etwa zwanzig Personen umfassende Bertaux-Netzwerk stand in direktem Kontakt mit London und sammelte und übermittelte Informationen an die Briten. Das Netzwerk beteiligte sich an Transfers durch die Pyrenäen, organisierte Propagandaaktionen und den ersten Fallschirmabwurf über der freien Zone. Nach dem dritten Abwurf geriet das Netzwerk ins Visier der französischen Polizei und wurde im Dezember 1941 zerschlagen. Die führenden Köpfe des Netzwerkes wurden zu Gefängnisstrafen verurteilt, konnten aber nach ihren Entlassungen die Arbeit im Widerstand fortsetzten.
An anderer Stelle heißt es auf der Webseite des Mémorial Francois Verdier Forain, das Bertaux-Netzwerk sei aus dem „wahren Nest des Toulouser Widerstands“, der Buchhandlung von Silvio Trentin (1885–1944) in der Rue du Languedoc in Toulouse, hervorgegangen. Der Italiener Trentin war als Gegner des Italienischen Faschismus 1926 ins französische Exil gegangen und ließ sich 1935 in Toulouse nieder. Er engagierte sich für die Spanische Republik, motivierte Italiener in die Internationalen Brigaden einzutreten und unterstützte nach dem Ende des Spanischen Bürgerkriegs den französischen Widerstand.

« Au lendemain de l’armistice du 17 juin 1940, l’arrière-salle de la librairie devient le point de ralliement des intellectuels, professeurs, syndicalistes résistants. Après le démantèlement du Réseau Bertaux, premier noyau de Résistance à Toulouse, Trentin fonde en juillet 1942 avec Achille Auban le mouvement Libérer et Fédérer regroupant des jeunes socialistes, des francs-maçons et des chrétiens de gauche. »

„Nach dem Waffenstillstand vom 17. Juni 1940 wurde das Hinterzimmer der Buchhandlung zum Treffpunkt von Intellektuellen, Lehrern und Gewerkschaftern aus dem Widerstand. Nach der Auflösung des Réseau Bertaux, des ersten Kerns der Résistance in Toulouse, gründete Trentin im Juli 1942 zusammen mit Achille Auban die Bewegung Libérer et Fédérer, in der sich junge Sozialisten, Freimaurer und linke Christen zusammenfanden.“

Die Bewegung Libérer et Fédérer (Befreien und Vereinigen) verstand sich als antifaschistisch und föderalistisch und grenzte sich deutlich von allen Parteien der Dritten Republik ab – auch von der sozialistischen Section française de l’Internationale ouvrière (SFIO).:Abschnitt 5–7 Angesichts der straffen zentralistischen Organisation des französischen Staates waren die föderativen Ideen von Libérer et Fédérer ihrer Zeit weit voraus; sie zielten auf eine föderalistische Organisation des Gemeinwesens mit der Aussicht auf die Schaffung der Vereinigten Staaten von Europa.:Abschnitt 13
Libérer et Fédérer gab eine eigene Untergrund-Zeitung heraus, die am 14. Juli 1942 erstmals erschien – gedruckt in der Druckerei der Gebrüder Lion und beteiligte sich an der Seite der Forces françaises de l’intérieur (FFI) auch am bewaffneten Widerstand. Der Vordenker der Bewegung, Silvio Trentin, kehrte nach dem Sturz von Benito Mussolini im September 1943 nach Italien zurück, um sich am dortigen Befreiungskampf zu beteiligen. Er wurde verhaftet und inhaftiert, war schwer krank und starb am 12. März 1944 in einem Krankenhaus.

### Die Razzien vom August 1942 und ihre Folgen
Ende August 1942 führten Razzien des Vichy-Regimes in der unbesetzten Zone auch in der Haute-Garonne zu einer Verhaftungswelle unter den hier lebenden Juden.
Seit März 1941 setzte sich Jules Saliège, der Erzbischof von Toulouse, schon dafür ein, den Menschen im etwa 30 km von Toulouse entfernten Internierungslager Camp de Noé und in dem noch näher gelegenen Internierungslager Récébédou in Portet-sur-Garonne materiell zu helfen. Im August 1942 wandte sich Saliège über einen Hirtenbrief an die Öffentlichkeit und positionierte sich als scharfer Gegner des Pétain-Regimes.
Auch Salièges international verbreiteter Aufruf konnte die Deportationen nur kurzfristig unterbrechen, nicht aber stoppen. Erst am 30. Juli 1944 verließ der Konvoi Nr. 81 mit 166 Juden, darunter 27 Kindern, den Bahnhof Toulouse-Matabiau. Die Männer wurden ins KZ Buchenwald deportiert, die Frauen ins KZ Ravensbrück. Seit dem 30. Juli 2004 erinnert eine Gedenktafel im Bahnhof an diese letzte Deportation aus Toulouse.

### Toulouse unter deutscher Besatzung

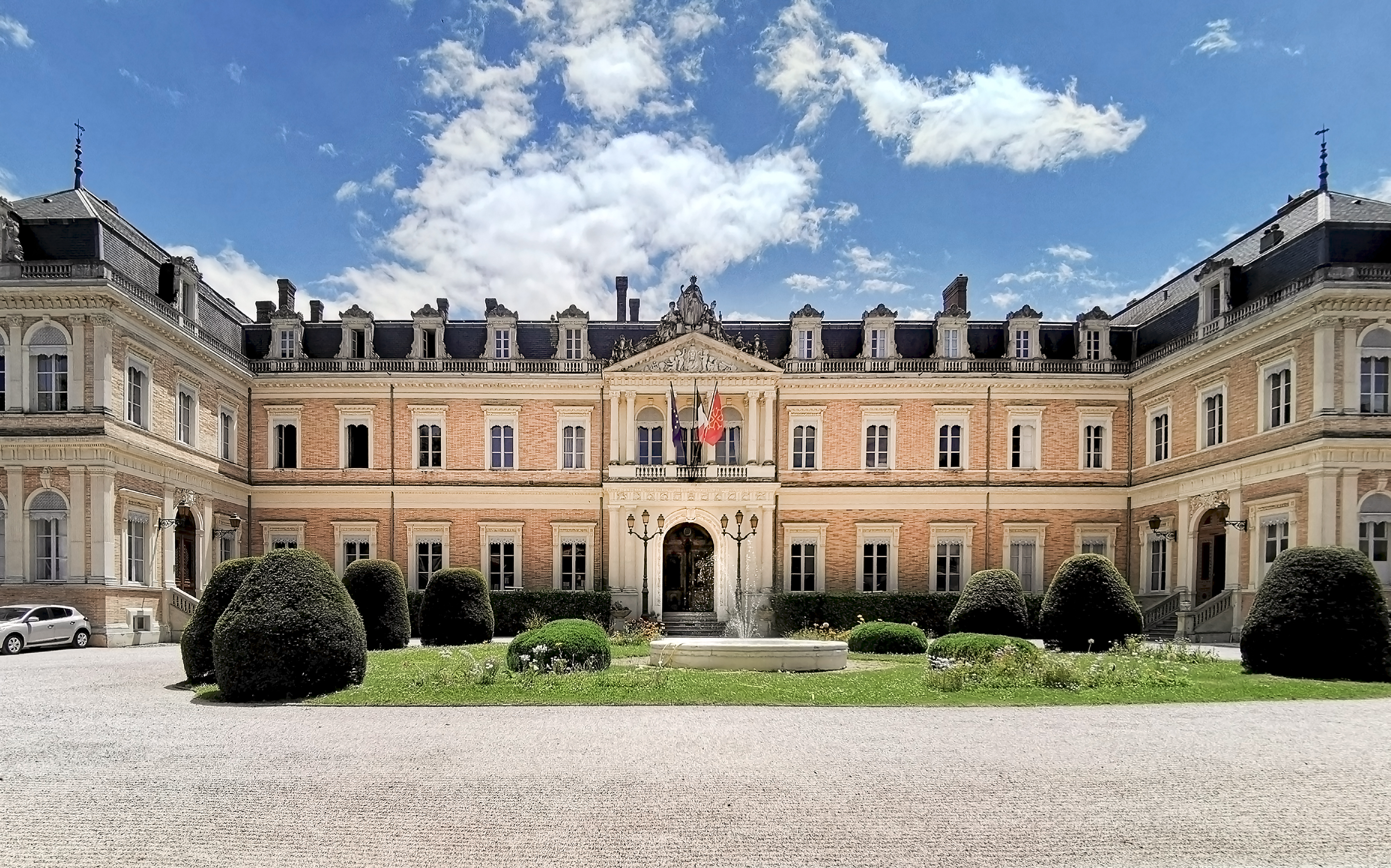
Palais Niel

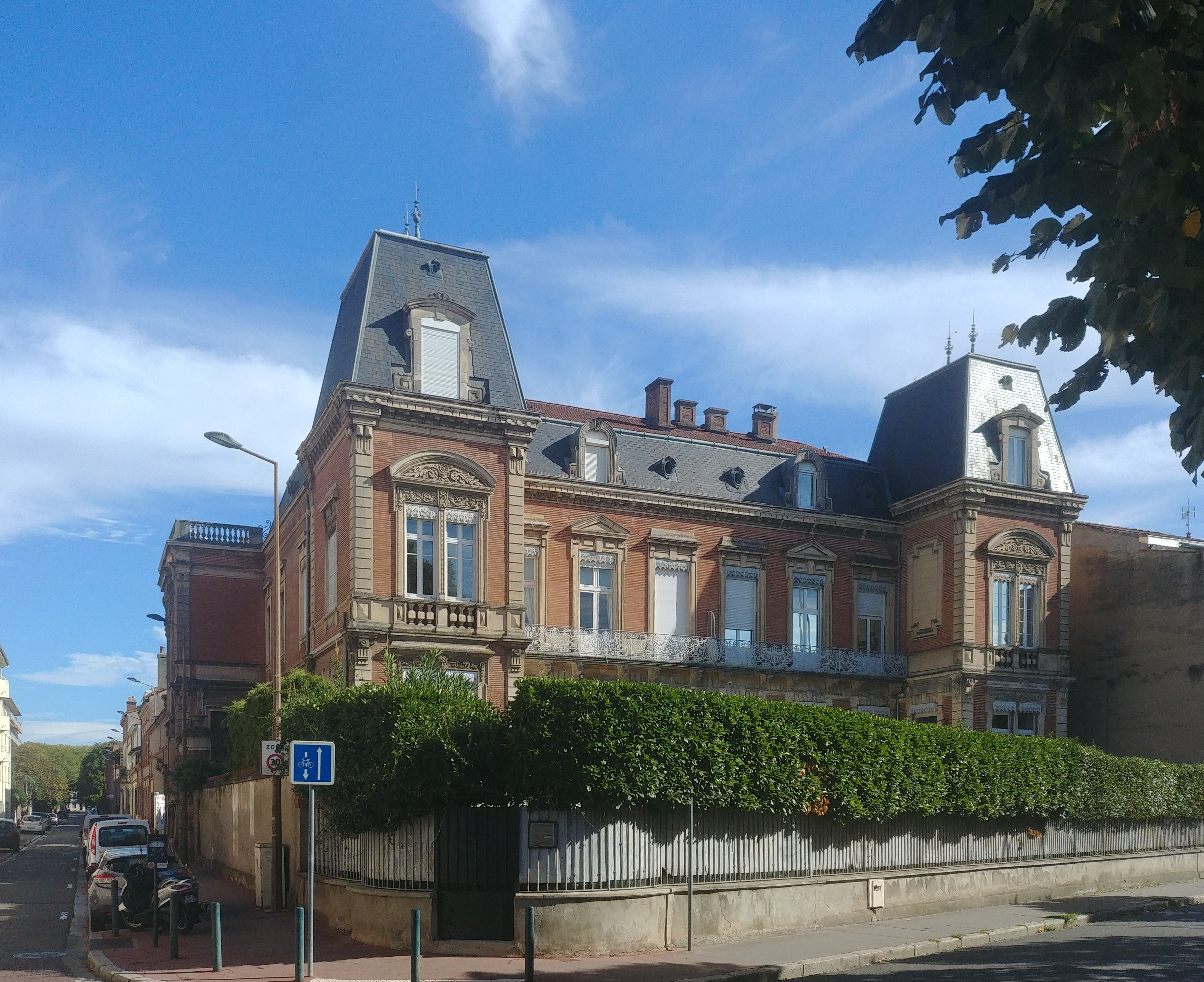
Ehemaliger Sitz der Gestapo in der Rue des Martyrs de la Libération 2

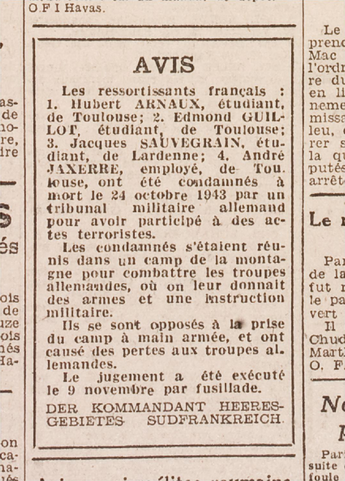
Mitteilung über das Todesurteil für Schüler des Lycée Fermat, 1943

Am Nachmittag des 11. November 1942 marschierte die deutsche Wehrmacht in Toulouse ein und errichtete ihr Hauptquartier im Palais Niel, und die Gestapo bezog ihr Quartier zunächst im Hôtel de l’Ours Blanc, bevor sie im März 1943 in ein großes Backsteingebäude an der Ecke der heutigen Rue des Martyrs de la Libération und der Allée Frédéric Mistral übersiedelte. Bis August 1944 blieb dieses Gebäude das «petit château de l’horreur» (das kleine Schloss des Grauens).
Für den Historiker Jacques Godechot gewann die Résistance in der Haute-Garonne erst mit der Besetzung von Toulouse und der Gründung des Service du travail obligatoire (STO) an Bedeutung, denn um dem STO. zu entgehen hätten sich viele Jugendliche dem Maquis angeschlossen. Der wachsenden Bedeutung des Widerstands wiederum korrespondierte die wachsende Repression durch die Deutschen.
Exemplarisch für diese Repression steht die nebenstehende Verkündung des am 9. November 1943 vollstreckten Todesurteils an drei Schülern des Lycée Fermat und ihres Kameraden Jacques Sauvegrain. Sie waren am 24. Oktober 1943 von einem deutschen Militärgericht wegen Beteiligung an Terroranschlägen zum Tode verurteilt worden, weil sie sich in einem Camp in den Bergen zum Kampf gegen die deutschen Truppen versammelt, eine militärische Ausbildung an Waffen absolviert und Widerstand bei der Einnahme des Lagers geleistet hätten.
An die Folterungen und Ermordungen, die im Gestapo-Hauptquartier stattfanden, erinnert eine am Zaun angebrachte Gedenktafel mit den Namen von fünf Widerstandskämpfern, deren Leichen bei der Befreiung im Garten gefunden worden waren. Die fünf Männer, von denen mindestens einer dem 1943 von Marcel Taillandier (1911–1944) in Toulouse gegründeten Réseau Morhange angehörte, waren im Oktober 1943 sowie im Juli 1944 verhaftet und in den Kellern der Gestapo-Zentrale zu Tode gefoltert worden.

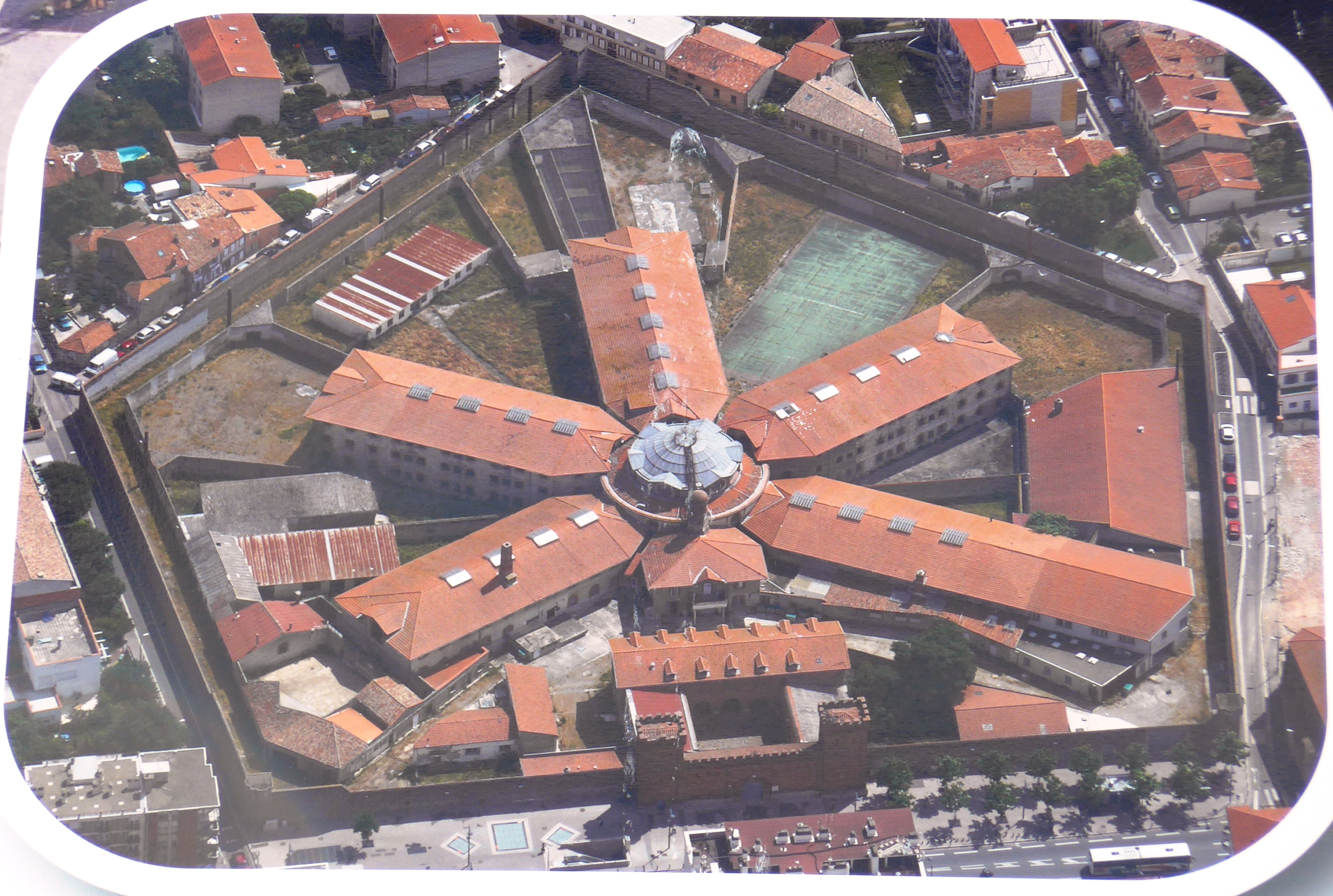
Gefängnis Saint-Michel

Eine weitere Folterstätte in Toulouse war das oben bereits erwähnte Gefängnis Saint-Michel.

« Cette prison était le lieu d’enfermement de tous ceux que le régime de Vichy considérait comme les responsables de la défaite et les ennemis du nouveau régime de « révolution nationale ». Ainsi, prisonniers politiques, étrangers, dont beaucoup d’Espagnols, des Juifs étrangers, hommes, femmes et enfants furent jetés dans les geôles de Saint-Michel. A partir de novembre 1942, l’occupation allemande en fait l’un des lieux de souffrance de toute la région. L’ensemble des résistantes et résistants arrêtés dans les 9 départements que comptait la région R4 (région militaire de Toulouse définie par la résistance) étaient invariablement conduits à la maison d’arrêt de Toulouse. »

„In diesem Gefängnis wurden all diejenigen eingesperrt, die das Vichy-Regime als Verantwortliche für die Niederlage und als Feinde des neuen Regimes der "nationalen Revolution" ansah. So wurden politische Gefangene, Ausländer, darunter viele Spanier, ausländische Juden, Männer, Frauen und Kinder in die Gefängnisse von Saint-Michel geworfen. Ab November 1942 machte die deutsche Besatzung das Gefängnis zu einem der Orte des Leidens in der gesamten Region. Alle Widerstandskämpferinnen und Widerstandskämpfer, die in den 9 Departements, die zur Region R4 (von der Résistance definierte Militärregion Toulouse) gehörten, verhaftet wurden, wurden ausnahmslos in das Gefängnis von Toulouse gebracht.“

Unter dem Vichy-Regime war das Saint-Michel auch der zentrale Ort für die Inhaftierung der ausländischen Juden, die dann von hier in die Internierungslager geschickt wurden, ab Sommer 1942 und den Razzien gegen die französischen Juden dann in die Vernichtungslager.
Nach dem Einmarsch der Deutschen übernahmen diese mindestens zwei der fünf Gebäudeflügel. Im Winter 1943/44 häuften sich die Verhaftungen – auch in Folge der Razzien, mit denen die Deutschen auf das Erstarken des Widerstandes reagierten. Die Überfüllung der Anlage verhinderten die Besatzer durch regelmäßige Transporte vom Bahnhof Tououse-Raynal aus in die Lager im Osten des Deutschen Reiches.
Saint-Michel war selber Hinrichtungsort mit einer eigens aufgestellten Guillotine, unter der der oben bereits erwähnte Marcel Langer sterben musste. Andere wurden erschossen, so Enzo Godeas, der am Attentat auf die Vorführung des antisemitischen Propagandafilms Jud Süß beteiligt war. Andere wurden zwar im Saint-Michel inhaftiert, verhört und gefoltert, dann aber außerhalb des Gefängnisses umgebracht. So erging es zum Beispiel François Verdier, Leiter des regionalen Mouvements unis de la Résistance (MUR), der nach 44-tägiger Haft im Forêt de Bouconne (Lage) erschossen wurde. Daran erinnert heute die dortige Stèle François Verdier alias Forain. Andere Widerstandskämpfer, die im Saint-Michel inhaftiert waren, wurden zum Beispiel auf dem am südlichen Rand von Toulouse liegenden Plateau von Pech-David, dem Schießplatz von Lacroix-Falgarde oder im Camp de Souge umgebracht oder in Massengräbern wie dem im Stadtteil Bordelongue gelegenen verscharrt.

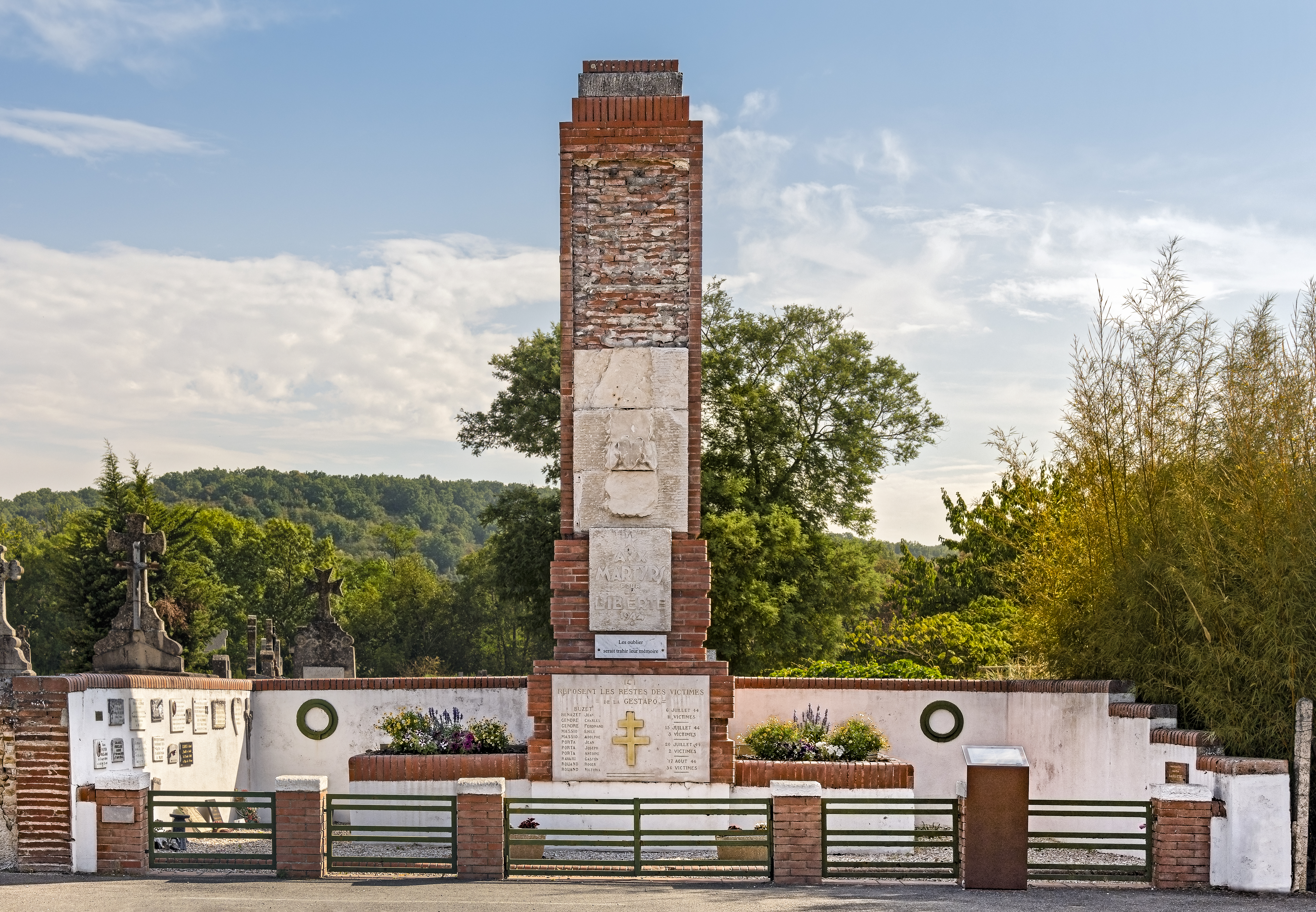
Denkmal für die Opfer der Massaker von Buzet-sur-Tarn: „Hier ruhen die Überreste der Opfer der Gestapo“ (Ici Reposent les Restes des Victimes de la Gestapo)

Das Saint-Michel war auch Ausgangspunkt für Massaker. Am 27. Juni 1944 wurden fünfzehn Widerstandskämpfer, die seit Wochen im Saint-Michel eingesperrt waren, in kleinen Gruppen in einen Wald bei Castelmaurou gefahren. Sie mussten dort ihre Gräber ausheben und wurden anschließend von Soldaten der SS-Division „das Reich“ hingerichtet. Lediglich ein Mann überlebte dieses Massaker und konnte darüber nach dem Krieg als Zeuge aussagen.

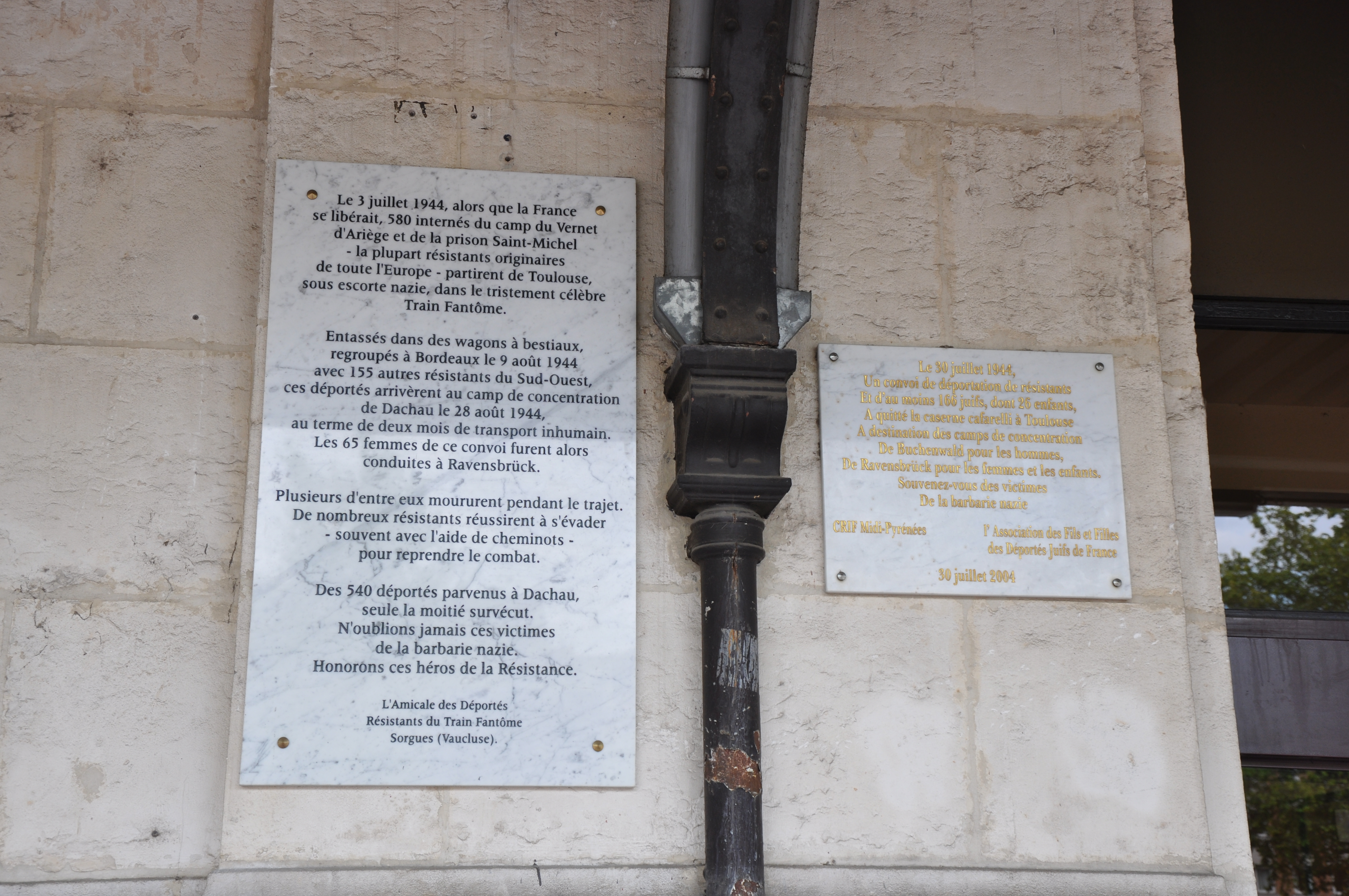
Gedenktafeln am Bahnhof Toulouse-Matabiau zum Gedenken an die Opfer zweier Deportationszüge, die die Stadt verließen: der Train Fantômas (linke Tafel) und ein Deportationszug mit Juden, der am 30. Juli 1944 als letzter diesen Bahnhof verließ.

Am 30. Juni 1944 wurden 403 Insassen des Internierungslagers Le Vernet, die meisten von ihnen Widerstandskämpfer ausländischer Herkunft, mit Lastwagen und Bussen in die Caffarelli-Kaserne in Toulouse transportiert. Hinzu kamen dort 150 Gefangene aus dem Gefängnis Saint-Michel sowie 24 Frauen. Alle zusammen wurden am 2. Juli 1944 zum Bahnhof Raynal gebracht und in einen Güterzug gepfercht. Am 3. Juli 1944 verließ dieser Zug, dessen Ziel das KZ Dachau war, Toulouse, wo er 57 Tage später eintraf.
Am 17. August 1944 wurden 54 Gefangene aus dem Saint-Michel in einem aus mehreren Fahrzeugen bestehenden Konvoi von deutschen Militärs und der Gestapo nach Buzet-sur-Tarn gebracht. Hier wurden die Häftlinge in der in einem im Waldrand gelegenen Domaine de la Palmola erschossen; ihre Körper wurden anschließend verbrannt. Unter den Hingerichteten waren viele Widerstandskämpfer, doch konnten bis heute 35 der Opfer nicht identifiziert werden.
Zwei Tage nach diesem Massaker, am 19. August 1944, begannen die Deutschen ihren Abzug aus Toulouse.

### Toulouse während und nach der Befreiung
Im Mai 1944 vereinigten sich die verschiedenen Widerstandsbewegungen unter der gemeinsamen Führung der Forces françaises de l’intérieur (FFI). Deren Kommando in der Region Toulouse wurde Serge Ravanel übertragen.
Der FFI gehörten mehrere Zehntausend bewaffnete Kämpfer an darunter auch 3.500 Spanier der Guérilléros Espagnols, die während des Spanischen Bürgerkriegs in der republikanischen Armee gekämpft hatten.

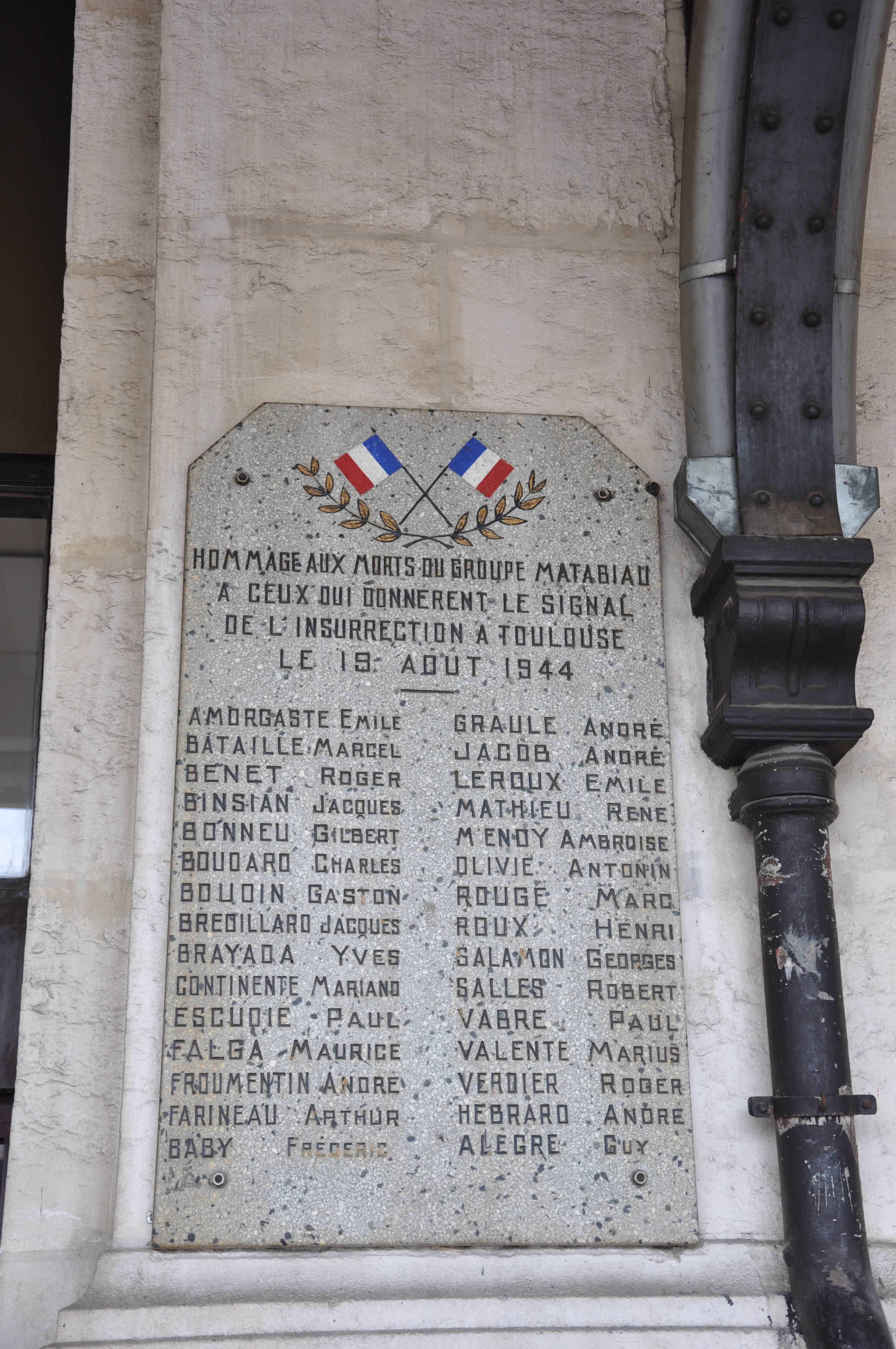
Tafel zum Gedenken an die Widerstandskämpfer der Groupe Matabiau

Die Absetzbewegungen der Deutschen begannen bereits am 18. August. Am 19. August verbrannten sie ihre Archive, sprengten die Munitionslager steckten das Gestapo-Hauptquartier und das deutsche Konsulat in Brand. Den Abzug der Besatzer versucht der Widerstand zu verhindern; es kommt zum Barrikadenbau und zu Gefechten. Die „Groupe Matabiau“, eine nach dem Bahnhof Toulouse-Matabiau benannte Widerstandsgruppe aus Eisenbahnarbeitern, Gewerkschaftern, Kämpfern der Francs-tireurs et partisans (FTPF) und Kommunisten, versuchte durch die Sabotage von Eisenbahnanlagen den Abzug der deutschen Soldaten zu stören. Die Gruppe verlor dabei 30 Kämpfer.

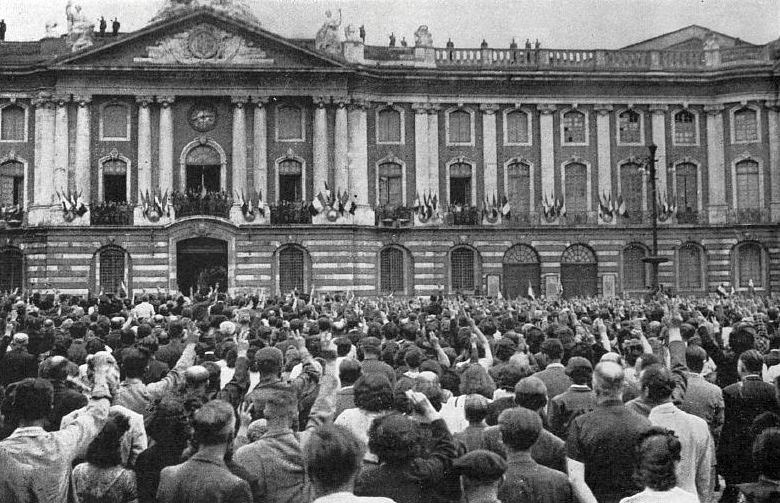
Der Place du Capitole am 21. August 1944, dem Tag der Befreiung von Toulouse

Die Deutschen wiederum begingen bei ihrem Rückzug aus Toulouse weitere Massaker. Am Nachmittag des 20. August erschossen sie in dem etwa 25 km nördlich von Toulouse gelegenen Villaudric neunzehn Bewohner des Ortes, am 21. August mordeten sie in Rimont und zerstörten 152 Häuser.
Am Nachmittag des 20. August ist Toulouse befreit, nach anderen Quellen auch schon am 19. August. Teil der Befreiung war auch die Öffnung der Tore vom Saint-Michel, in dem zu dieser Zeit auch André Malraux einsaß, der sich später selber zum Organisator der Befreiung des Gefängnisses stilisierte. André Balent geht jedoch unter Berufung auf die Historikerin Rolande Trempé  und den Historiker Guy Penaud davon aus, dass es sich dabei um eine Legendenbildung handelt und Malraux keine aktive Rolle bei der Befreiung des Gefängnisses gespielt hat.
Die Tage der Befreiung bescherten Toulouse eine Zeit des Chaos und des Überschwangs.

« Après le 20 août, alors que des FFI des départements voisins viennent prendre position dans la ville, suivent quelques jours de confusion : pillage de stocks alimentaires, arrestations arbitraires, femmes tondues […], immense manifestation le 21 août place du Capitole... Comme partout en France, les premières journées de la Libération ont été vécues dans une atmosphère d'exaltation, avec son lot de troubles et de bavures. »

„Nach dem 20. August, als FFI aus den benachbarten Departements in der Stadt Stellung bezogen, folgten einige Tage der Verwirrung: Plünderung von Lebensmittelvorräten, willkürliche Verhaftungen, geschorene Frauen […], eine riesige Demonstration am 21. August auf dem Place du Capitole.... Wie überall in Frankreich wurden die ersten Tage der Befreiung in einer Atmosphäre des Überschwangs erlebt, mit all ihren Unruhen und Ausschreitungen.“

Auch die in der Résistance aktiven ausländischen Kämpfer nutzten die Gelegenheit, in Toulouse auf den Anteil der spanischen Republikaner, italienischen Garibaldisten und Polen sowie der viele Juden am nationalen Kampf hinzuweisen. Sie taten das mit einem eigenen Aufmarsch vor dem Toulouser Kriegerdenkmal.
In der Folge der in dem vorstehenden Zitat schon angedeuteten „willkürlichen Verhaftungen“ füllten sich das Saint-Michel und die umliegenden Internierungslager schnell mit Personen, die der Kollaboration verdächtigt wurden. Aus dieser Situation heraus entstand schnell die Legende einer übermäßig unruhigen Region und einer Stadt, in der es zu schweren Ausschreitungen gekommen war, durch die es zu einer Bedrohung für die öffentliche Ordnung und den nationalen Zusammenhalt gekommen sei. Einer, der diese Legende selber in seinen Memoiren pflegte, war Charles de Gaulle, der am 16. September 1944 zu einem Besuch in Toulouse eintraf und dort von mindestens 30.000 Menschen auf dem Place du Capitole begrüßt wurde. Aus Furcht vor einer von Teilen des Widerstands angeblich angestrebten „roten Republik“ ging es de Gaulle vor allem um eine von seinen Vorstellungen geprägte Einheit Frankreichs wiederherzustellen. Dazu musste er die Widerstandskämpfer in die Schranken verweisen. Er tat das, in dem er sie in den Gesprächen, die er mit ihnen führte, systematisch herabzusetze und verachtete. Serge Ravanel, dem Kommandanten der FFI, verkündete de Gaulle die bevorstehende Ankunft von General Philibert Collet (1896–1945) in Toulouse, dessen Aufgabe es sei, die Ordnung in der Region wiederherzustellen.
Am zweiten Tag von de Gaulles Besuch in Toulouse, dem 17. September 1944, fand zu Ehren de Gaulles dennoch eine Militärparade statt, zu der die FFI und die Spanischen Guerilleros aufmarschierten. Seine Eindrücke schilderte Ravanel so:

« J’étais ému pour eux. Ils avaient contribué à la Libération de notre pays ils ont eu des morts pour notre cause. Et j’ai vu de Gaulle se crisper, comme si c’était dramatique de voir des Espagnols défiler dans les FFI alors qu’ils avaient contribué à la Libération de notre pays. »

„Ich war gerührt für sie. Sie hatten zur Befreiung unseres Landes beigetragen, sie hatten Tote für unsere Sache zu beklagen. Und ich sah, wie de Gaulle sich verkrampfte, als ob es dramatisch wäre, Spanier in der FFI marschieren zu sehen, obwohl sie zur Befreiung unseres Landes beigetragen hatten.“

Nach Emmanuelle Benassi hatte sich Serge Ravanel in der Résistance allmählich nach links bewegt. Dies und der Ruf, den Toulouse als rote Republik hatte, schürten de Gaulles Misstrauen und Vorurteile, wozu es aber nach Pierre Laborie ebenso wenig einen Anlass gab, wie für de Gaulle zugeschriebene Rolle als Retter vor einem Bürgerkrieg.

„Contrairement à ce que beaucoup avaient prédit, et parfois secrètement espéré, il n'y a pas eu de guerre civile en France à la Libération. Pas plus à Toulouse qu'ailleurs. Dire que le mérite en revient à un seul est sans doute un peu court, mais il s'agit là d'une autre histoire. Celle de la Libération dans la région toulousaine, bien plus modeste, est inséparable du sens que les résistants avaient cru pouvoir lui donner, des espoirs et des rêves qu'ils avaient placés en elle. Trop de rêves, trop d'exaltation, indiscutablement. Pourtant l'esprit généreux de la Libération, tel qu'il a été vécu à la fin de l'été 1944 dans cette région faussement nonchalante, où la mémoire sait se faire grave, mérite mieux que la caricature d'un mythe ridé et forgé par la peur.“

„Im Gegensatz zu dem, was viele vorhergesagt und manchmal insgeheim gehofft hatten, gab es in Frankreich während der Befreiung keinen Bürgerkrieg. Weder in Toulouse noch anderswo. Zu sagen, dass dies einem Einzelnen zu verdanken ist, ist sicherlich etwas zu kurz gegriffen, aber es handelt sich hierbei um eine andere Geschichte. Die viel bescheidenere Geschichte der Befreiung in der Region Toulouse ist untrennbar mit der Bedeutung verbunden, die die Widerstandskämpfer glaubten, ihr geben zu können, mit den Hoffnungen und Träumen, die sie in sie gesetzt hatten. Zu viele Träume, zu viel Überschwang, unbestreitbar. Dennoch verdient der großzügige Geist der Befreiung, wie er im Spätsommer 1944 in dieser trügerisch unbefangenen Region gelebt wurde, in der die Erinnerung sich ernst zu geben weiß, mehr als die Karikatur eines faltigen, von Angst geschmiedeten Mythos.“

Am 15. Oktober 1944 wurde Philibert Collet zum Kommandeur der 17. Militärregion in Toulouse ernannt und trat sein Amt am 26. Oktober offiziell an. Nach der Webseite des Ordre de la Libération verbrauchte er in dieser Funktion „seine letzten Kräfte, um in der 17. Militärregion, die in den Wochen nach der Befreiung zutiefst beunruhigt war, Ordnung und Gerechtigkeit wiederherzustellen“. Das Musée de la Résistance, das ihm durchaus bescheinigt, ein „aufgeschlossener Geist“ gewesen zu sein, zeichnet ihn dennoch eher als denjenigen, der sanft aber bestimmt die Ausschaltung der FFI betrieb.

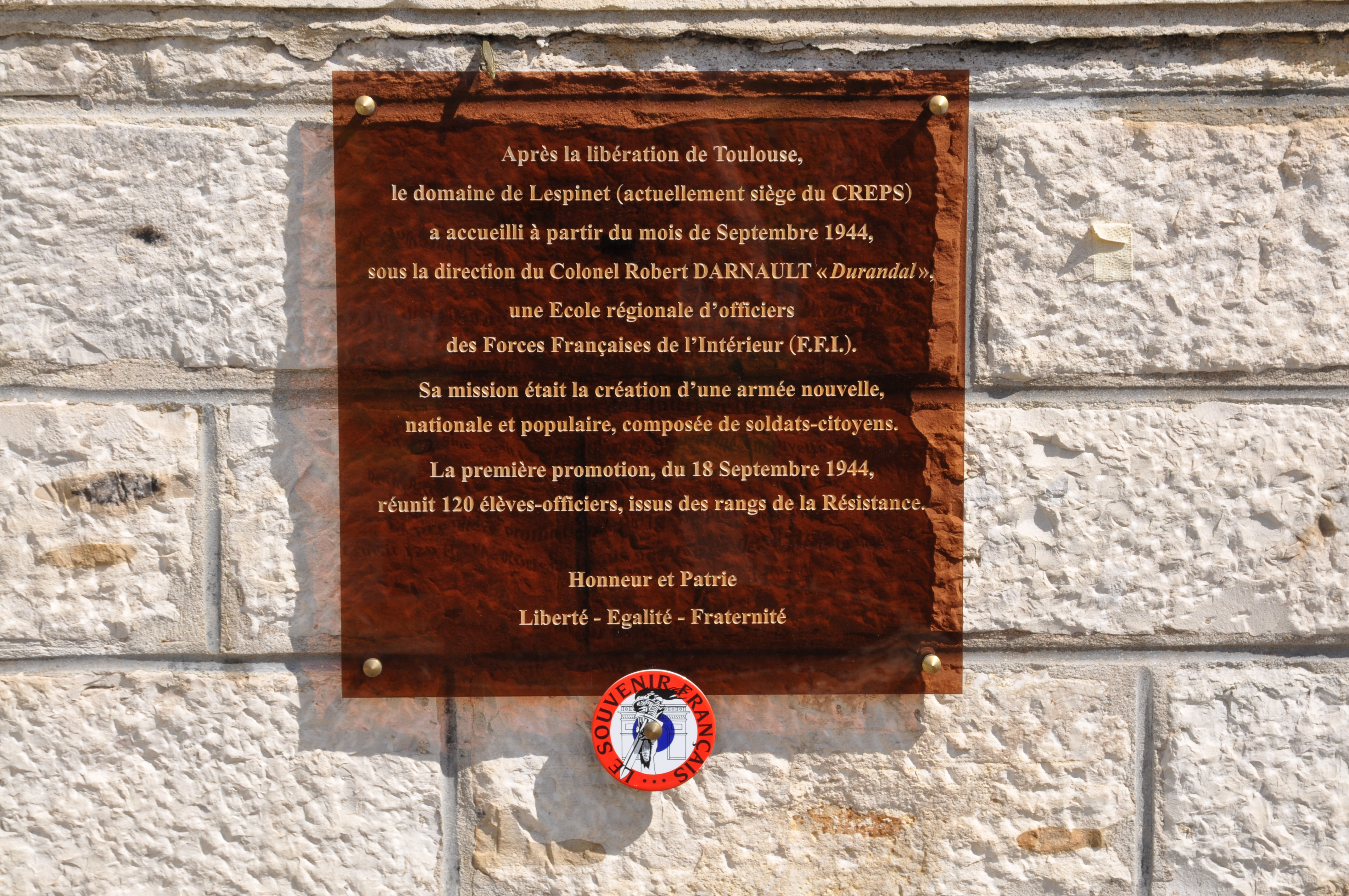
Erinnerung an den Versuch von Robert Darnault, eine Bürgerarmee als Armee neuen Stils zu gründen

« La création d'une armée citoyenne expérimentée à Lespinet n'est pas poursuivie, l'esprit qui était à son origine n'est plus revendiqué. De facto, les FFI disparaissent. Ceux d'entre eux qui sont encore à l'état-major sont " progressivement éliminés ", et un rapport d'origine FFI constate que " les officiers FFI furent rendus à la vie civile, tandis que les vieux retraités étaient rappelés à l'activité. Lentement, le calme dissolvant s'étendit sur la région de Toulouse. (...) " . Plusieurs cadres FFI restent quand même dans l'armée. Ils y sont considérés avec méfiance, leurs mérites ne sont guère reconnus, leur avancement est souvent freiné. Le cas de Serge Ravanel est exemplaire. Rétabli de son accident, il choisit de rester dans l'armée. Mais il considère qu'on " n'y aimait pas beaucoup les officiers issus de la Résistance, surtout lorsqu'ils portaient des grades élevés acquis dans les combats ". En 1949, il préfère démissionner et reprendre des activités d'ingénieur dans le secteur privé. »

„Die Schaffung einer Bürgerarmee, die in Lespinet erprobt wurde, wird nicht weiter verfolgt, der Geist, der ihr zugrunde lag, wird nicht mehr beansprucht. De facto verschwinden die FFI. Diejenigen von ihnen, die noch im Generalstab sind, werden "nach und nach eliminiert", und ein Bericht aus der FFI stellt fest, dass "die FFI-Offiziere ins Zivilleben zurückgeführt wurden, während die alten Rentner wieder in den aktiven Dienst zurückgerufen wurden. Langsam breitete sich die auflösende Ruhe in der Region Toulouse aus (...)" . Mehrere FFI-Kader bleiben dennoch in der Armee. Sie werden dort mit Misstrauen betrachtet, ihre Verdienste werden kaum anerkannt, ihr Aufstieg wird oft gebremst. Der Fall von Serge Ravanel ist beispielhaft. Nachdem er sich von seinem Unfall erholt hatte, entschied er sich dafür, in der Armee zu bleiben. Er war jedoch der Ansicht, dass "man dort Offiziere aus der Résistance nicht sehr mochte, vor allem, wenn sie hohe, im Kampf erworbene Dienstgrade trugen". 1949 zog er es vor, seinen Dienst zu quittieren und wieder als Ingenieur im Privatsektor tätig zu werden.“

## Personen des Toulouser Widerstandes (Auswahl)
- Pierre Bertaux
- Jean Cassou spielte eine wichtige Rolle im Toulouser Widerstand und war Befehlshaber des MUR für die Südzone und insbesondere die Region Toulouse.[47]
- Marie Louise Dissard und das Réseau Pat O’Leary
- Marcel Langer und die FTP-MOI
- Raymond Naves[48]
- Francesco Fausto Nitti wurde wegen seiner Mitarbeit im Réseau Bertaux verhaftet und war lange inhaftiert. Ihm gelang die Flucht aus dem Train Fantôme.[11]:S. 75
- Serge Ravanel
- Silvio Trentin und seine ebenfalls in der Résistance kämpfende Tochter Franca Trentin (1919–2010)
- François Verdier (1900–1944)[49]

## Orte der Erinnerung und des Gedenkens
Die Erinnerungen an den Widerstand sind – abgesehen von den vielen jährlichen Gedenkveranstaltungen – auf vielfache Weise im Stadtbild von Toulouse präsent. So wurde im April 1991 am Kino Les Variétés eine Gedenktafel für Rosine Bet und Enzo Godeas enthüllt.
Einen sehr guten Überblick darüber bietet Elérika Leroys frei zugängliches Buch Toulouse, mémoire de rues, das die Autorin als „historischen Führer durch die Résistance in Toulouse anhand von Straßentafeln und Gedenksteinen“ konzipierte. Das Buch ist reich bebildert und verfügt über einen Stadtplan mit den 34 im Buch beschriebenen Stationen.
Einen ähnlichen Ansatz verfolgt die vom Département Haute-Garonne herausgegebene und ebenfalls downloadbare Broschüre „Haute-Garonne Résistante“. Sie ist auch Basis für geführte Erkundungsspaziergänge durch die Geschichte des Widerstands in der Haute-Garonne und stellt 20 Etappenpunkten in Toulouse vor. Die Broschüre und die geführten Rundgänge sind Teil des Départements-Programms Chemins de la République. Auch das Tourismus-Büro der Stadt Toulouse bietet regelmäßig Führungen unter dem Titel „Toulouse Résistante“.
Eine Route zu den historischen Orten des spanischen Exils in Toulouse wurde 2017 auf der Webseite von eldiario.es beschrieben.
Die nachfolgende Galerie zeigt einige themenbezogene Fotos aus Wikimedia Commons; weitere sind auf der Webseite Gedenkorte Europa 1939*1945 zu finden.

Musée de la Résistance et de la Déportation und Monument à la gloire de la Résistance
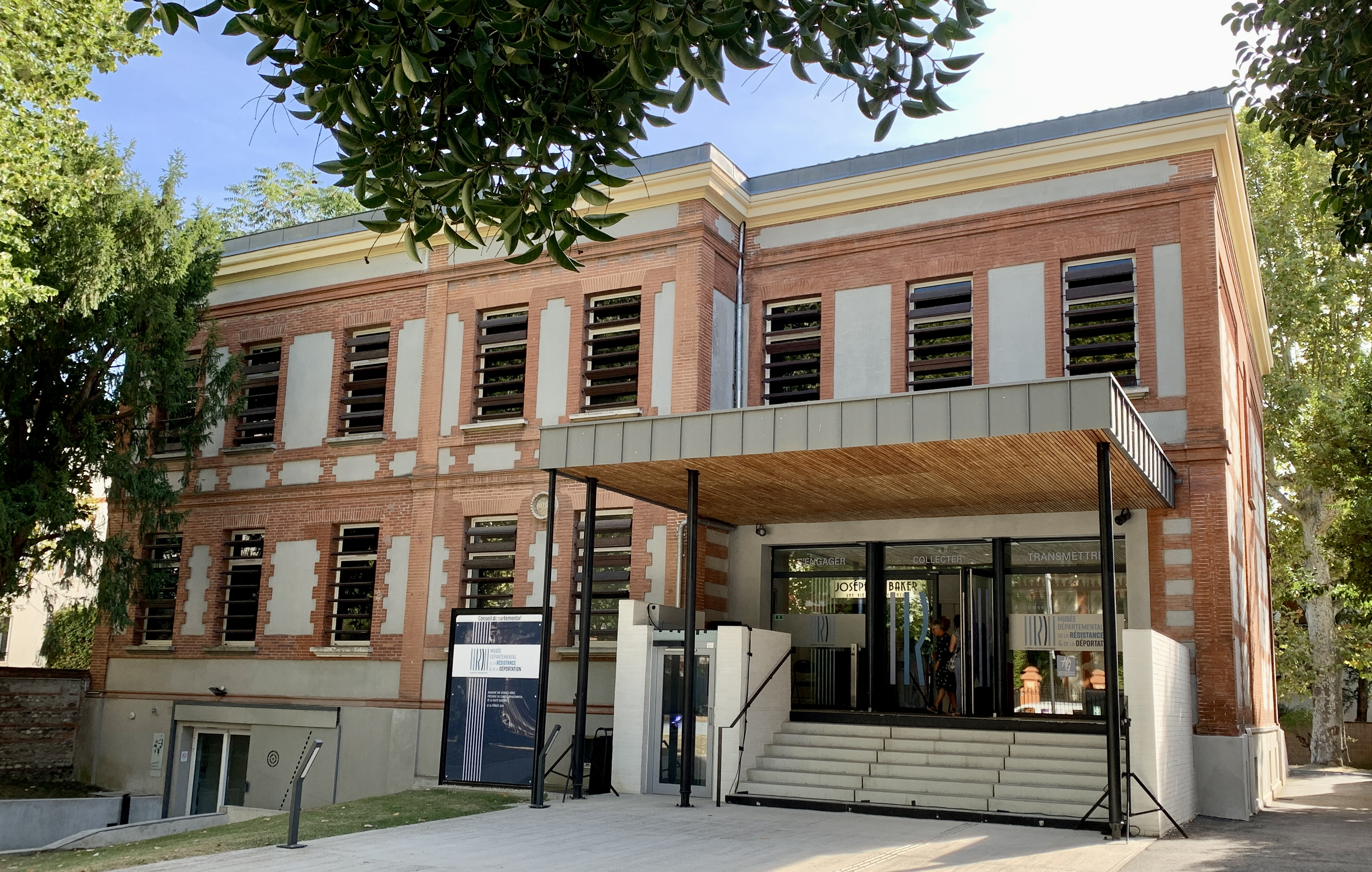
Musée départemental de la Résistance et de la Déportation (MDR&D)
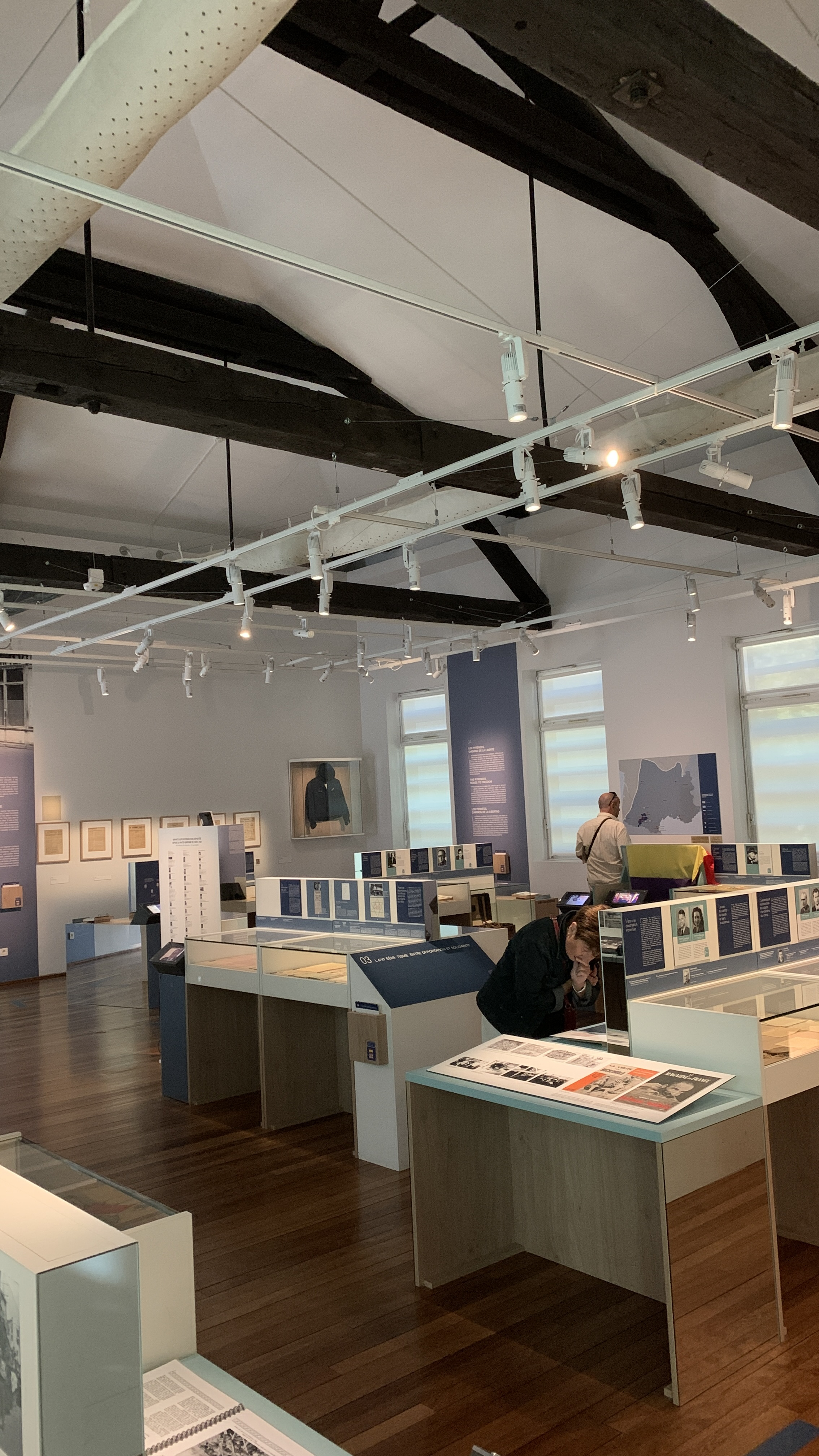
MDR&D: Blick in die Dauerausstellung im Obergeschoss
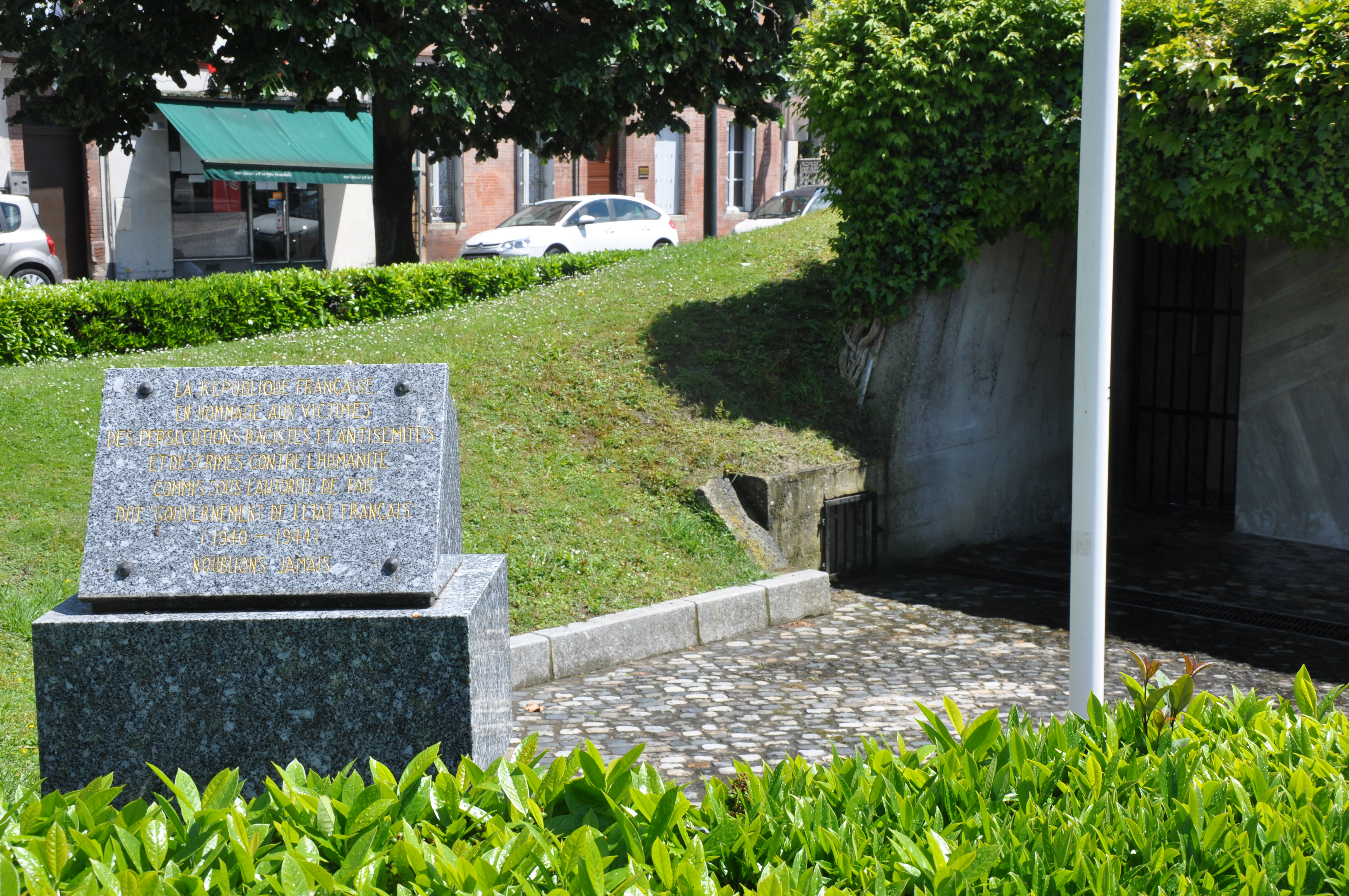
Monument à la Gloire de la Resistance 1
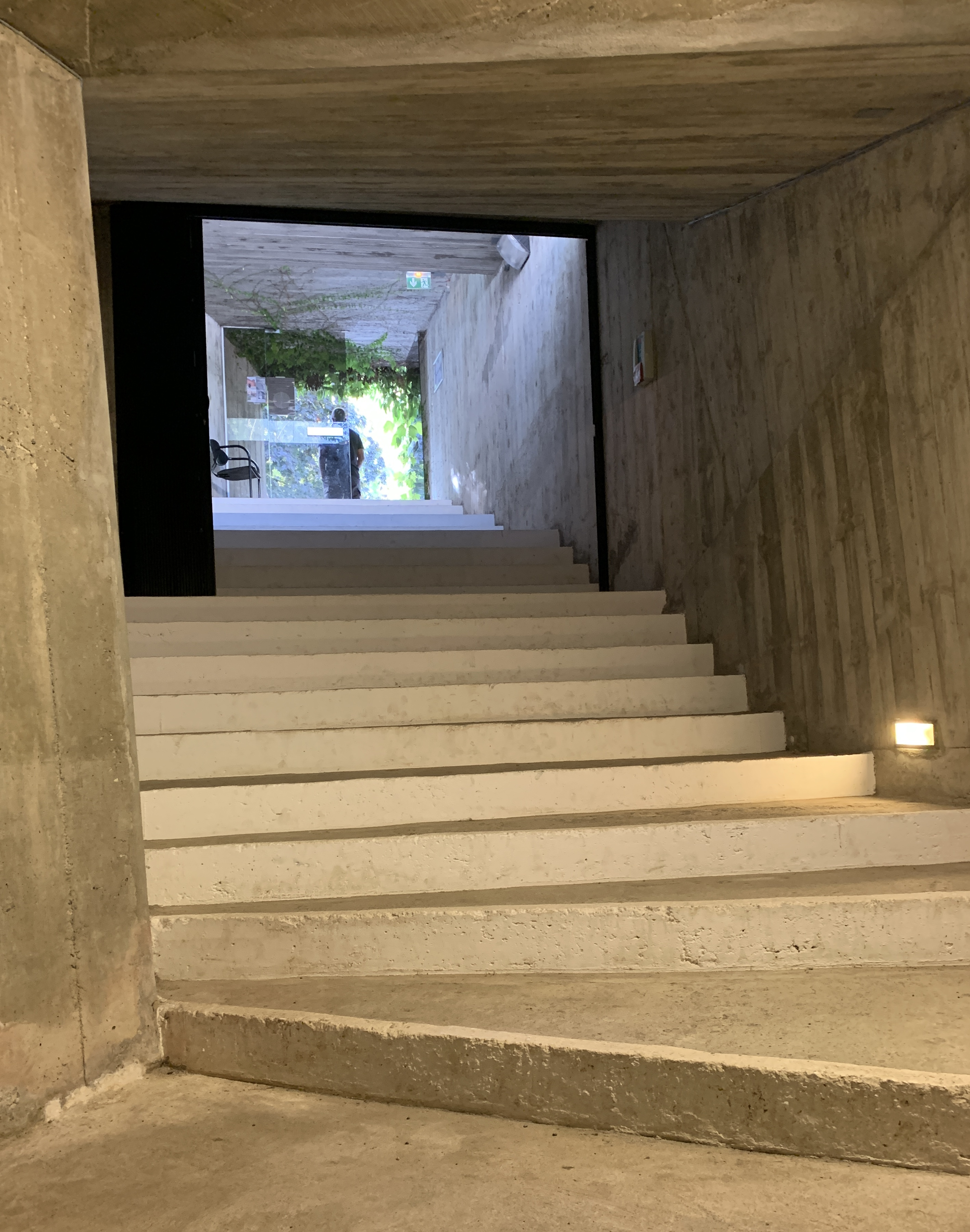
Monument à la Gloire de la Resistance 2

Gedenktafeln und Stelen
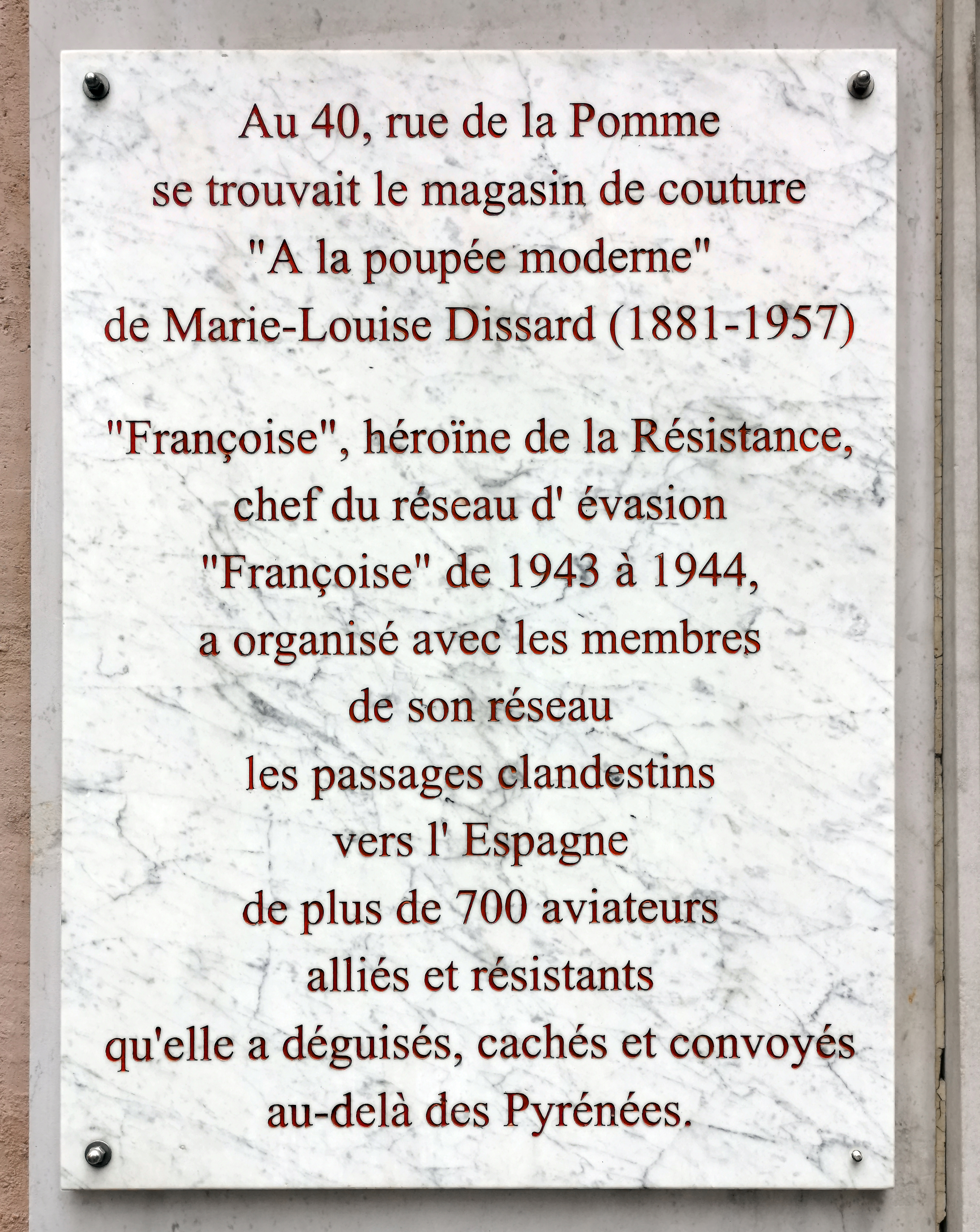
Gedenktafel für Marie-Louise Dissard (Nr. 40 rue de la Pomme)
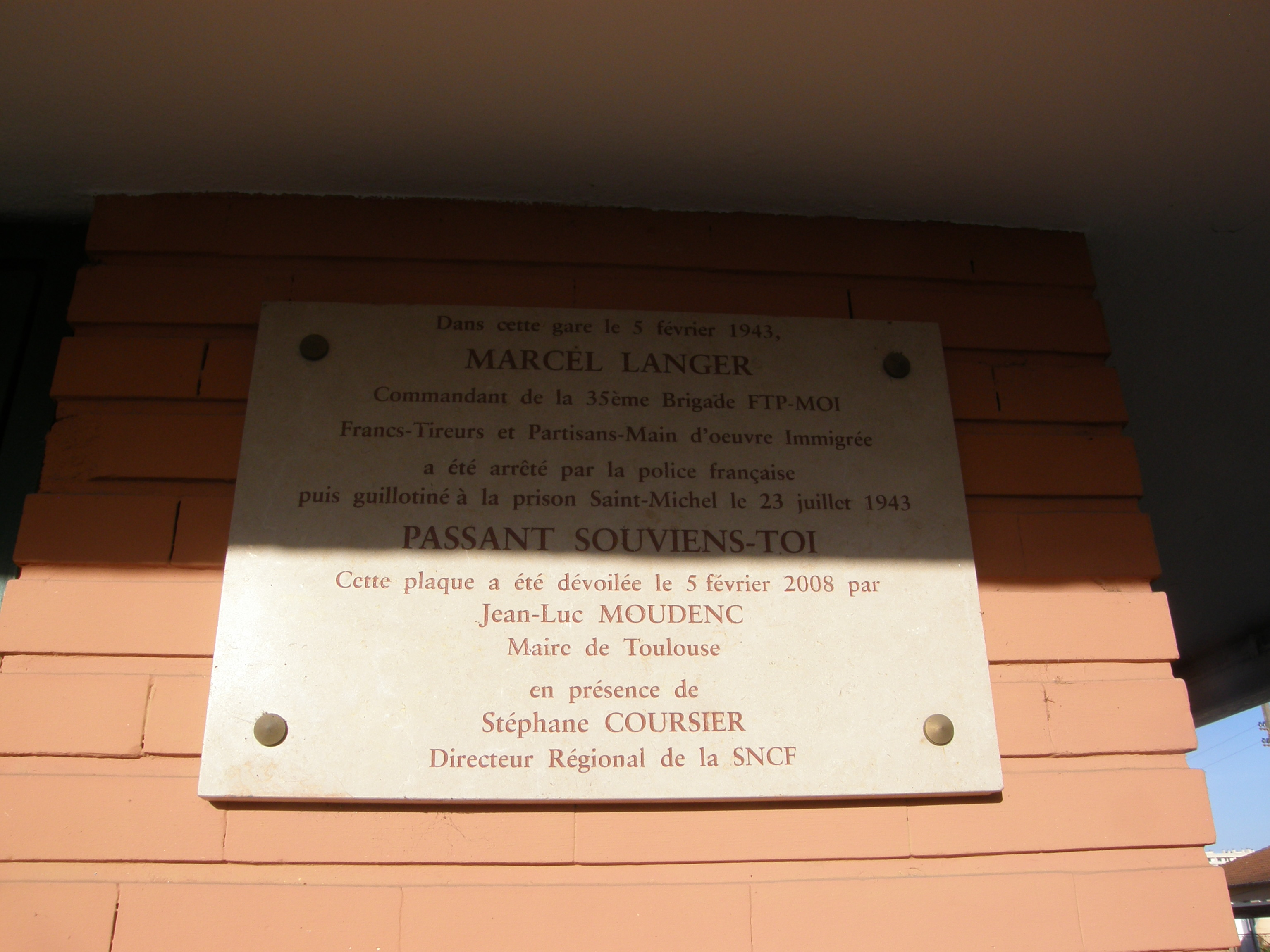
Gedenkplakette für Marcel Langer im Bahnhof Saint-Agne von Toulouse
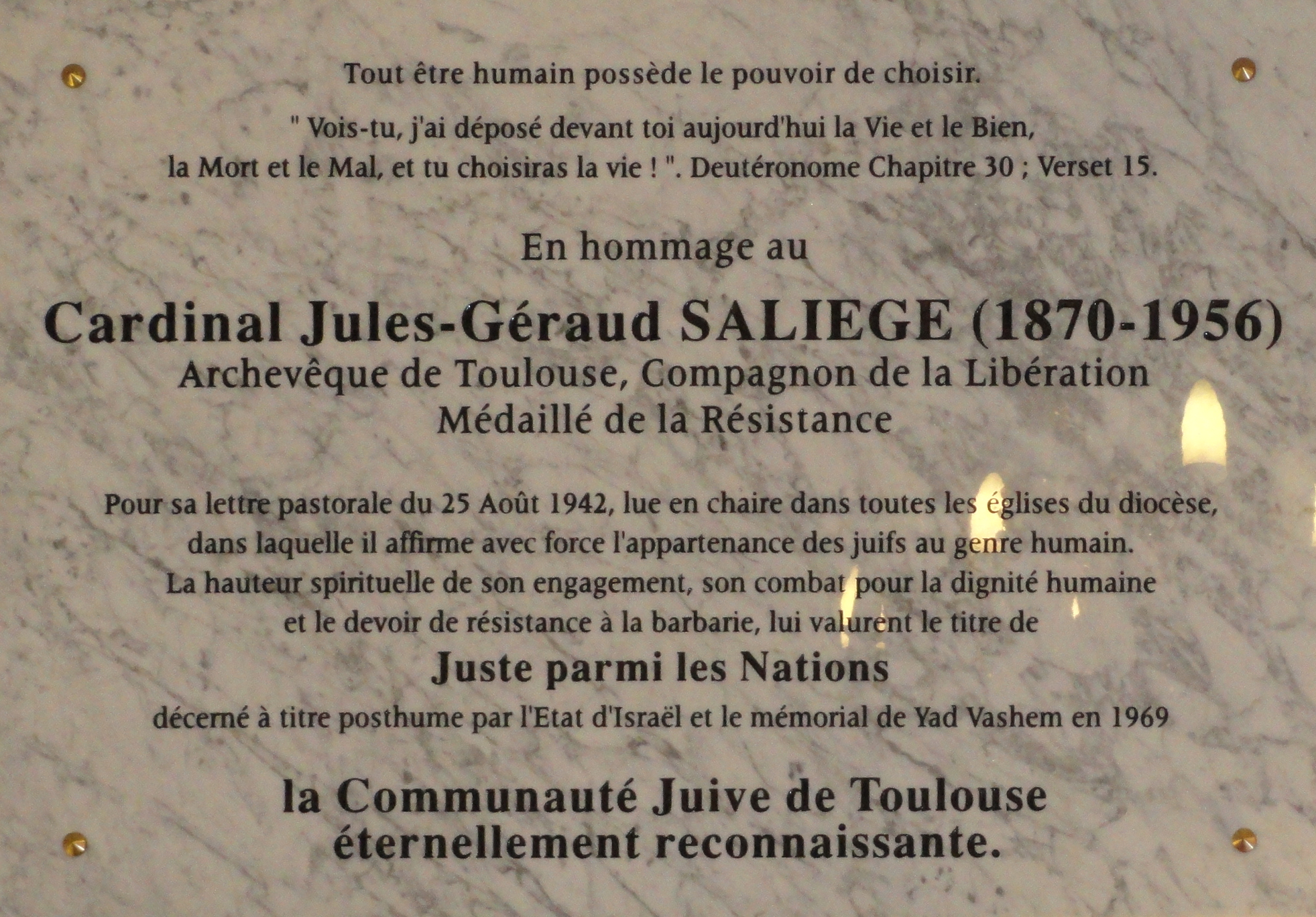
Hommage an Kardinal Saliège an der Palaprat-Synagoge
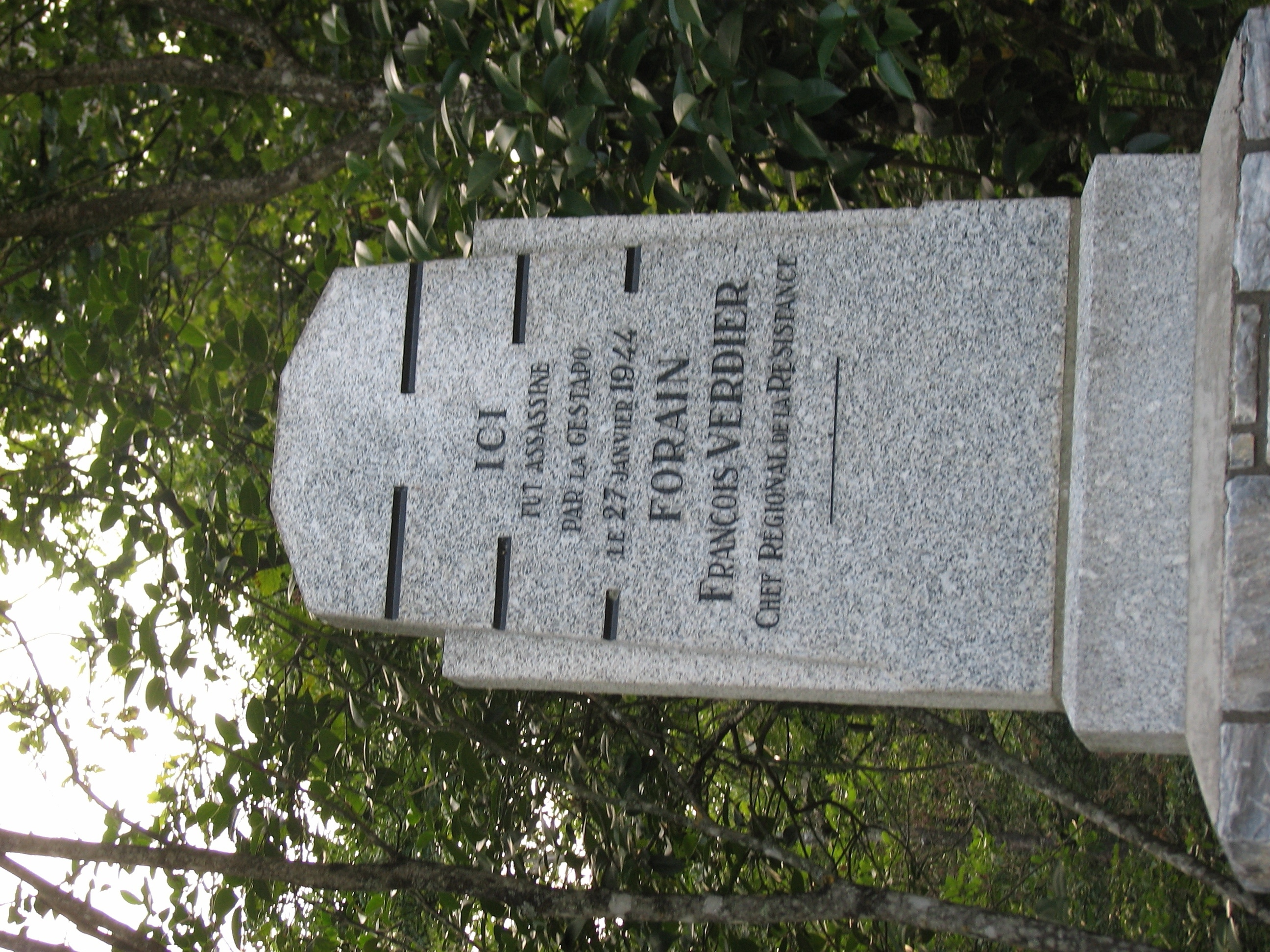
Stele für Francois Verdier an seinem Hinrichtungsort im Forêt de Bouconne